# Bahnstrecke Pirna–Gottleuba
| Ausschnitt der Streckenkarte Sachsen von 1902 | |                                       |                                       |
| Streckennummer: | 6603; sä. PGl |                                       |                                       |
| Kursbuchstrecke: | 132h (Gesamt) 132k (Pirna – Pirna Süd) jeweils 1934 165c (Gesamt) 165h (Pirna – Pirna Süd) jeweils 1946 313 (1971) |                                       |                                       |
| Streckenlänge: | 17,610 km |                                       |                                       |
| Spurweite: | 1435 mm (Normalspur)                                                                                               |                                       |                                       |
| Streckenklasse: | CM4 (1999) |                                       |                                       |
| Maximale Neigung: | 27 ‰ |                                       |                                       |
| Minimaler Radius: | 180 m |                                       |                                       |
| | |                                       |                                       |
| \| \| \| von Kamenz (Sachs) \| \| \| \| \| von Děčín hl.n. \| \| \| \| 0,000 \| Pirna (Keilbahnhof) \| 118 m \| \| \| \| nach Dresden-Neustadt \| \| \| \| 1,065 \| Pirna Solidarität ab 1950 \| 120 m \| \| \| 1,6031,600 \| Kilometersprung +3 m \| Kilometersprung +3 m \| \| \| 1,704 \| Abzw Pirna Süd \| Abzw Pirna Süd \| \| \| \| nach Großcotta \| \| \| \| 1,879 \| Pirna Süd ab 1894 \| 122 m \| \| \| ~2,0 \| Pirna Hp bis 1894 \| 122 m \| \| \| 2,178 \| Brücke Mühlgraben (11 m) \| Brücke Mühlgraben (11 m) \| \| \| 2,266 \| Flutbrücke \| Flutbrücke \| \| \| 2,594 \| Gottleubabrücke (70 m) \| Gottleubabrücke (70 m) \| \| \| 3,89 \| Pirna Ost \| 133 m \| \| \| 6,044 \| Brücke Mühlgraben \| Brücke Mühlgraben \| \| \| 6,45 \| Pirna-Rottwerndorf \| 148 m \| \| \| 7,488 \| Anst Textilchemie agrotex GmbH \| Anst Textilchemie agrotex GmbH \| \| \| 7,590 \| Pirna-Neundorf \| 159 m \| \| \| 8,362 \| Gottleubabrücke (41 m) \| Gottleubabrücke (41 m) \| \| \| 8,980 \| Brücke Mühlgraben \| Brücke Mühlgraben \| \| \| 10,432 \| Anst VEB Hartpappen- und Fasergußwerk \| Anst VEB Hartpappen- und Fasergußwerk \| \| \| 11,443 \| Gottleubabrücke (70 m) \| Gottleubabrücke (70 m) \| \| \| 11,658 \| Langenhennersdorf \| 234 m \| \| \| 11,985 \| Brücke Werkgraben \| Brücke Werkgraben \| \| \| 12,025 \| Gottleubabrücke (49 m) \| Gottleubabrücke (49 m) \| \| \| 13,74 \| Berggießhübel-Zwiesel \| 284 m \| \| \| 14,927 \| Berggießhübel \| 290 m \| \| \| 14,957 \| Durchlass Mühlgraben \| Durchlass Mühlgraben \| \| \| 15,036 \| Gottleubabrücke (22 m) \| Gottleubabrücke (22 m) \| \| \| 15,146 \| Brücke Berggießhübel (52 m) \| Brücke Berggießhübel (52 m) \| \| \| 15,344 \| Durchlass Wirtschaftsweg \| Durchlass Wirtschaftsweg \| \| \| 15,486 \| Gottleubabrücke (62 m) \| Gottleubabrücke (62 m) \| \| \| 16,586 \| Giesenstein bis 1922 \| 314 m \| \| \| 16,848 \| Gottleubabrücke (12 m) \| Gottleubabrücke (12 m) \| \| \| 16,878 \| Brücke Mühlgraben \| Brücke Mühlgraben \| \| \| 16,947 \| Durchlass \| Durchlass \| \| \| 17,187 \| Durchlass \| Durchlass \| \| \| 17,547 \| Durchlass \| Durchlass \| \| \| 17,607 \| Gottleuba \| 328 m \| \| \| 17,725 \| Streckenende \| Streckenende \| | |                                       |                                       |
| Strecke | | von Kamenz (Sachs)                    | von Kamenz (Sachs)                    |
| Abzweig geradeaus und von links | | von Děčín hl.n.                       | von Děčín hl.n.                       |
| Bahnhof | 0,000 | Pirna (Keilbahnhof)                   | 118 m                                 |
| Abzweig ehemals geradeaus, nach rechts und ehemals von rechts | | nach Dresden-Neustadt                 | nach Dresden-Neustadt                 |
| Haltepunkt / Haltestelle (Strecke außer Betrieb) | 1,065 | Pirna Solidarität ab 1950             | 120 m                                 |
| Kilometer-Wechsel (Strecke außer Betrieb) | 1,6031,600 | Kilometersprung +3 m                  | Kilometersprung +3 m                  |
| Blockstelle (Strecke außer Betrieb) | 1,704 | Abzw Pirna Süd                        | Abzw Pirna Süd                        |
| Abzweig geradeaus und nach rechts (Strecke außer Betrieb) | | nach Großcotta                        | nach Großcotta                        |
| Haltepunkt / Haltestelle (Strecke außer Betrieb) | 1,879 | Pirna Süd ab 1894                     | 122 m                                 |
| Haltepunkt / Haltestelle (Strecke außer Betrieb) | ~2,0 | Pirna Hp bis 1894                     | 122 m                                 |
| Brücke (Strecke außer Betrieb) | 2,178 | Brücke Mühlgraben (11 m)              | Brücke Mühlgraben (11 m)              |
| Brücke (Strecke außer Betrieb) | 2,266 | Flutbrücke                            | Flutbrücke                            |
| Brücke (Strecke außer Betrieb) | 2,594 | Gottleubabrücke (70 m)                | Gottleubabrücke (70 m)                |
| Haltepunkt / Haltestelle (Strecke außer Betrieb) | 3,89 | Pirna Ost                             | 133 m                                 |
| Brücke (Strecke außer Betrieb) | 6,044 | Brücke Mühlgraben                     | Brücke Mühlgraben                     |
| Bahnhof (Strecke außer Betrieb) | 6,45 | Pirna-Rottwerndorf                    | 148 m                                 |
| Abzweig geradeaus und nach rechts (Strecke außer Betrieb) | 7,488 | Anst Textilchemie agrotex GmbH        | Anst Textilchemie agrotex GmbH        |
| Haltepunkt / Haltestelle (Strecke außer Betrieb) | 7,590 | Pirna-Neundorf                        | 159 m                                 |
| Brücke (Strecke außer Betrieb) | 8,362 | Gottleubabrücke (41 m)                | Gottleubabrücke (41 m)                |
| Brücke (Strecke außer Betrieb) | 8,980 | Brücke Mühlgraben                     | Brücke Mühlgraben                     |
| Abzweig geradeaus und nach links (Strecke außer Betrieb) | 10,432 | Anst VEB Hartpappen- und Fasergußwerk | Anst VEB Hartpappen- und Fasergußwerk |
| Brücke (Strecke außer Betrieb) | 11,443 | Gottleubabrücke (70 m)                | Gottleubabrücke (70 m)                |
| Haltepunkt / Haltestelle (Strecke außer Betrieb) | 11,658 | Langenhennersdorf                     | 234 m                                 |
| Brücke (Strecke außer Betrieb) | 11,985 | Brücke Werkgraben                     | Brücke Werkgraben                     |
| Brücke (Strecke außer Betrieb) | 12,025 | Gottleubabrücke (49 m)                | Gottleubabrücke (49 m)                |
| Haltepunkt / Haltestelle (Strecke außer Betrieb) | 13,74 | Berggießhübel-Zwiesel                 | 284 m                                 |
| Bahnhof (Strecke außer Betrieb) | 14,927 | Berggießhübel                         | 290 m                                 |
| Brücke (Strecke außer Betrieb) | 14,957 | Durchlass Mühlgraben                  | Durchlass Mühlgraben                  |
| Brücke (Strecke außer Betrieb) | 15,036 | Gottleubabrücke (22 m)                | Gottleubabrücke (22 m)                |
| Brücke (Strecke außer Betrieb) | 15,146 | Brücke Berggießhübel (52 m)           | Brücke Berggießhübel (52 m)           |
| Brücke (Strecke außer Betrieb) | 15,344 | Durchlass Wirtschaftsweg              | Durchlass Wirtschaftsweg              |
| Brücke (Strecke außer Betrieb) | 15,486 | Gottleubabrücke (62 m)                | Gottleubabrücke (62 m)                |
| Haltepunkt / Haltestelle (Strecke außer Betrieb) | 16,586 | Giesenstein bis 1922                  | 314 m                                 |
| Brücke (Strecke außer Betrieb) | 16,848 | Gottleubabrücke (12 m)                | Gottleubabrücke (12 m)                |
| Brücke (Strecke außer Betrieb) | 16,878 | Brücke Mühlgraben                     | Brücke Mühlgraben                     |
| Brücke (Strecke außer Betrieb) | 16,947 | Durchlass                             | Durchlass                             |
| Brücke (Strecke außer Betrieb) | 17,187 | Durchlass                             | Durchlass                             |
| Brücke (Strecke außer Betrieb) | 17,547 | Durchlass                             | Durchlass                             |
| Bahnhof (Strecke außer Betrieb) | 17,607 | Gottleuba                             | 328 m                                 |
| | 17,725 | Streckenende                          | Streckenende                          |

Die Bahnstrecke Pirna–Gottleuba (auch: Gottleubatalbahn) war eine Nebenbahn in Sachsen. Sie verlief im Gottleubatal von Pirna über Berggießhübel nach Bad Gottleuba und wurde 1976 außerhalb von Pirna stillgelegt.

## Geschichte

### Vorgeschichte
In Sachsen setzte ab den 1830er Jahren ein intensiver Industrialisierungsprozess ein, der sich energetisch vor allem auf die umfangreichen Braunkohlevorkommen des Nordböhmischen Beckens stützte. Zwischen 1859 und 1868 erhöhte sich der Anteil der aus dem Nordböhmischen Becken um Aussig und Dux nach Sachsen importierten Kohle von 1.950 Tonnen auf 275.000 Tonnen. Zwar erleichterte die 1847–51 erbaute Elbtalbahn den Kohletransport nach Sachsen, die umwegige Linienführung im Elbtal trieb allerdings die Transportkosten in die Höhe. Hinzu kam, dass die im Gottleubatal und im Lohmgrund betriebene Sandsteinbrecherei im Zuge der Industrialisierung ebenfalls einen starken Aufschwung erlebte und die Bruchbesitzer eine Verbesserung der Transportmöglichkeiten verlangten. Auch der ab 1870 in nennenswertem Umfang wiederaufgenommene Berggießhübeler Magnetitabbau erforderte bessere Verkehrswege zum Abtransport der Erze.
1859 entwickelte ein Dresdner Steinmetzmeister erste Pläne für eine von Neundorf zur Elbtalbahn führende Producteneisenbahn, die aber wegen Kapitalmangel nicht zur Ausführung kamen. Deutlich ausgereifter war der 1868 vorgestellte Plan einer durch das Gottleuba- und Bahratal von Pirna über Peterswald nach Dux führenden Eisenbahnstrecke, die Berggießhübel mit einer Zweigbahn angebunden hätte. Obwohl diese Strecke gegenüber der Elbtalbahn über 70 km kürzer war, kam sie infolge der Uneinigkeit über die Trassierung bei der Erzgebirgsüberquerung und der einsetzenden wirtschaftlichen Stagnation durch den Gründerkrach nicht zur Ausführung. Die Planungen wurden 1874 eingestellt.

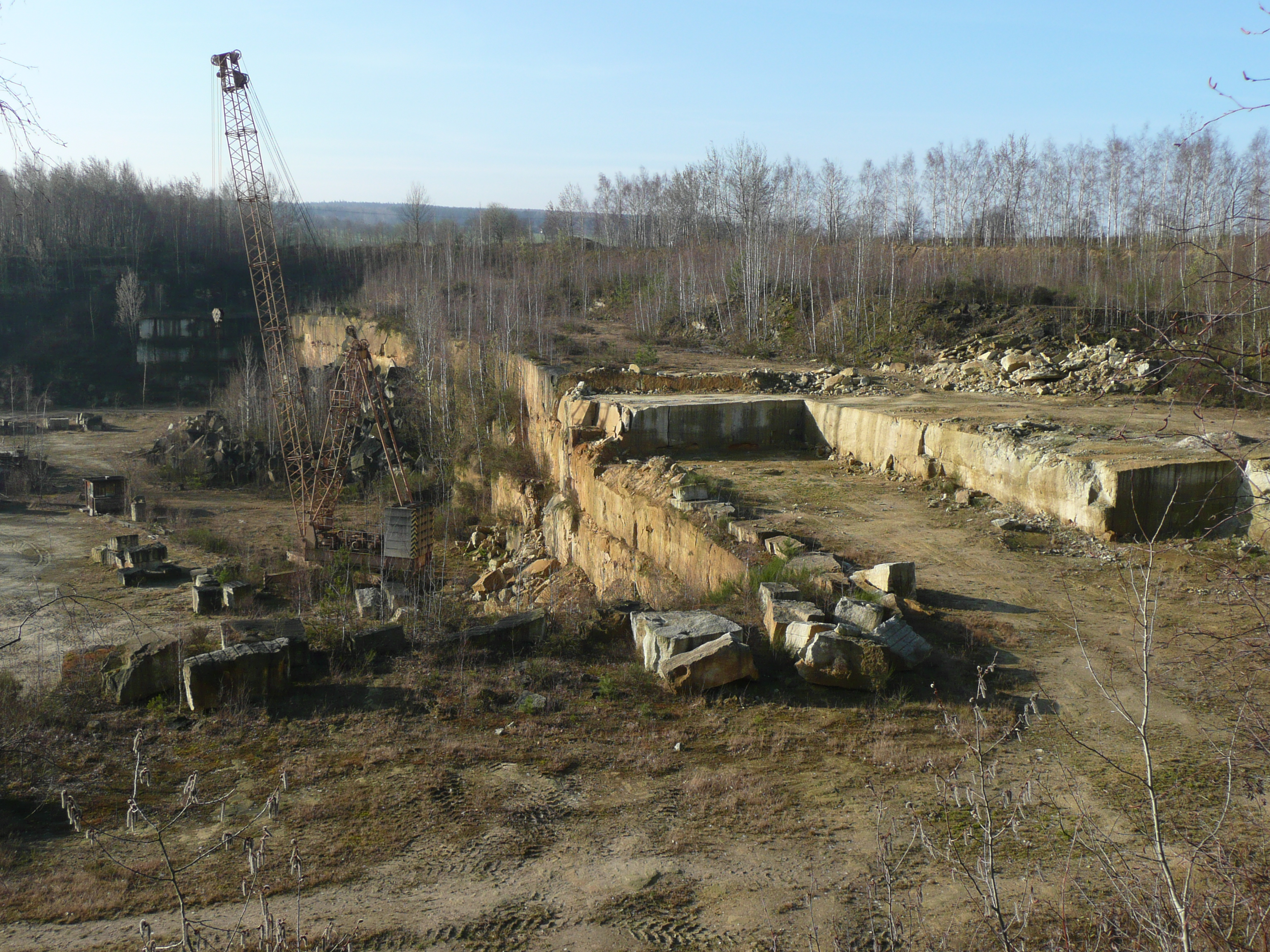
Sandsteinbruch im Lohmgrund

Zu dieser Zeit entwickelte sich die Wirtschaft im Gottleubatal außerordentlich positiv. 1875 waren hier über 60 Sandsteinbrüche in Betrieb, die jährlich 225.000 Tonnen Sandstein in täglich 125 Fuhren auf zunehmend zerfahrenen Wegen ins Elbtal transportierten. Allein im Lohmgrund arbeiteten 1880 in 37 Brüchen etwa 800 Arbeiter. Vor dem Bau der Gottleubatalbahn waren auf der Straße Rottwerndorf – Pirna täglich bis zu 200 Sandsteintransporte unterwegs. Die Berggießhübeler Bergwerke förderten zwischen 1870 und 1875 41.500 Tonnen Magnetit. Prognosen sagten eine langfristig gewinnbare Erzmenge im Umfang von zwei Millionen Tonnen voraus.
Mit Verweis auf die wirtschaftliche Entwicklung beantragten die Städte Berggießhübel und Gottleuba 1877 den Bau einer von Pirna durch das Gottleubatal führenden Stichbahn. Am 14. November 1877 wurde der Bahnbau im Sächsischen Landtag erneut beraten. Am 18. Februar 1878 stimmte man der Errichtung einer Sekundärbahn von Pirna nach Berggießhübel zu, das entsprechende Gesetz über den Sekundärbahnbau Pirna–Berggießhübel wurde am 29. März 1879 erlassen. Die geforderte Weiterführung bis Gottleuba wurde wegen unzureichenden Frachtverkehrs, Einwänden zweier Grundbesitzer und der schwierigen Trassierung durch das Stadtgebiet von Berggießhübel zunächst abgelehnt. Da die Gottleubatalbahn vorrangig dem Transport schwerer Güter über Pirna hinaus dienen sollte und das Gelände keine Schwierigkeiten beim Bau erwarten ließ, wurde im Gegensatz zu den benachbarten Strecken der Müglitztalbahn und Weißeritztalbahn eine schmalspurige Ausführung der Gottleubatalbahn nicht in Erwägung gezogen.
Der Beschluss zum Bau der Gottleubatalbahn markierte den Beginn einer Phase, in der die Königlich Sächsischen Staatseisenbahnen das Hauptnetz nach ausländischem Vorbild mit einem Netz von Sekundärbahnen ergänzte, um insbesondere bislang abgelegenen Städten und Regionen einen wirtschaftlich notwendigen Streckenanschluss zu ermöglichen.

### Bau der Strecke bis Berggießhübel
Die Gottleubatalbahn war vorrangig für den Güterverkehr konzipiert. Deshalb war außer dem Endbahnhof Berggießhübel nur ein Verkehrshalt in Rottwerndorf vorgesehen. Von hier aus sollte eine Zweigbahn den Abtransport der Sandsteine aus dem Lohmgrund ermöglichen. Nach einem Antrag des Gemeinderates und eines Gasthofbesitzers wurden auch in Langenhennersdorf und Neundorf Haltepunkte eingerichtet.
Nach der Streckenvermessung im Sommer 1878 begannen Ende Mai 1879 die Erdarbeiten. Der Bahnbau lag in den Händen der Firmen Romulus Späte (Dresden) und Robert Berndt (Chemnitz), die mit lokalen Baufirmen zusammenarbeiteten. Dabei waren auch tschechische Arbeiter beschäftigt. Bis November 1879 war der Oberbau auf einer Länge von knapp acht Kilometern bis Neundorf fertiggestellt. Ende 1879 stellte die Königin-Marien-Hütte in Cainsdorf die benötigten Brückenbauwerke fertig. Auch die Stahlkopfschienen stammten von hier.

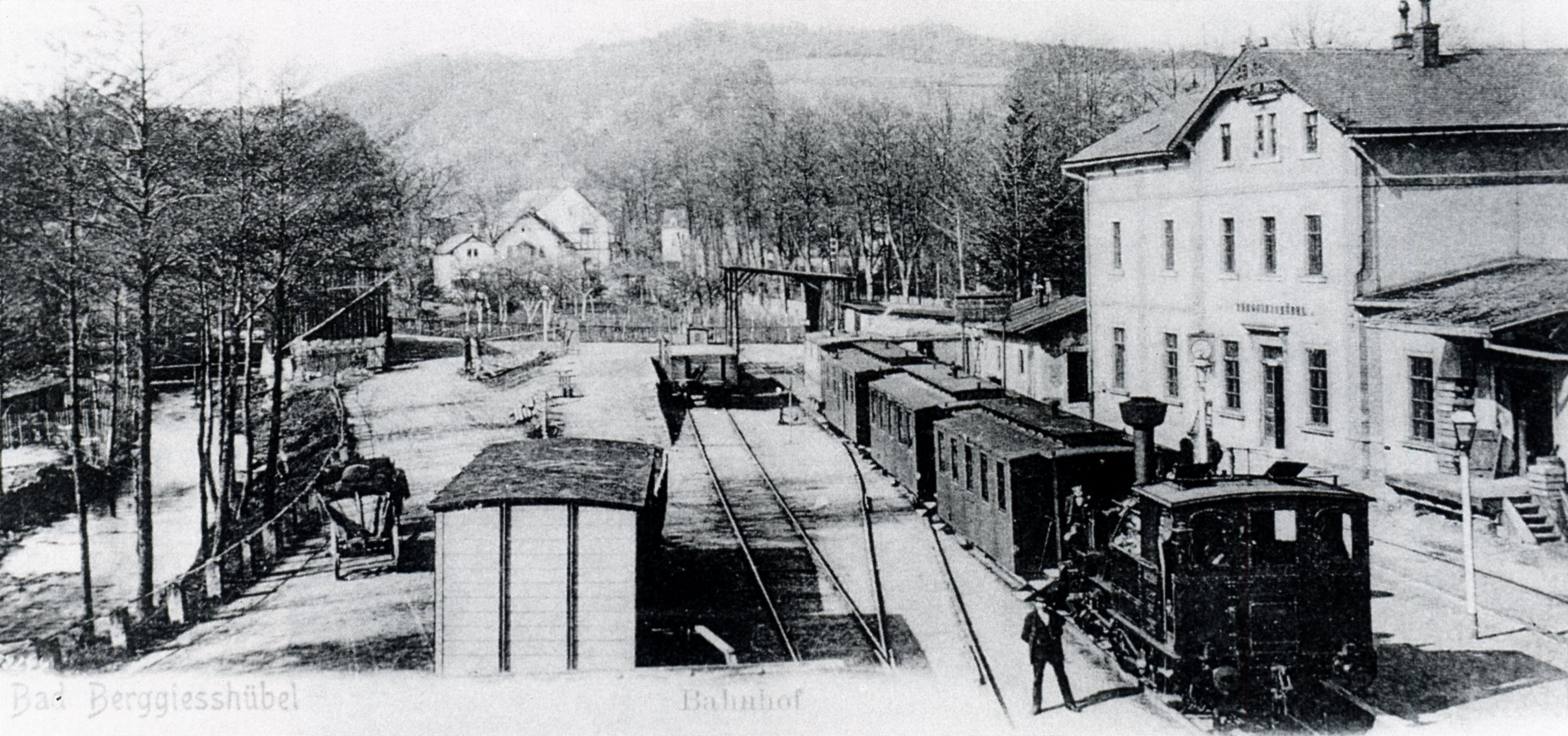
Zug der Gottleubatalbahn mit einer sä. VII T im Bahnhof Berggießhübel (Aufnahme vor der Streckenverlängerung nach Bad Gottleuba)

Nach einer Bauzeit von einem reichlichen Jahr erfolgte am 15. Juli 1880 die Prüfungsfahrt, bei der keine Mängel festgestellt wurden.
Die Strecke wurde dann am 19. Juli 1880 feierlich in Betrieb genommen, wobei die Bauarbeiten offiziell erst im September 1880 beendet waren. Insgesamt wurden für die knapp 15 km lange Strecke 81.000 m³ Erdreich bewegt, 17,8 km Gleis und 19 Weichen verlegt sowie zwei gewölbte Steinbrücken (70 m und 49 m lang) und acht kleinere Eisenbrücken errichtet. Entlang der Strecke befanden sich 258 Telegrafenmasten. Beim Bau der Strecke waren im Schnitt 200 bis 300 Arbeiter beschäftigt. Die Baukosten betrugen 760.688 Mark. Sie lagen mit knapp 51.000 Mark pro Kilometer deutlich unter den Kosten der bislang in Sachsen errichteten eingleisigen Strecken, die 123.000 bis 180.000 Mark pro Kilometer kosteten. Das bewies, dass der Bau von Sekundärbahnen tatsächlich deutlich preiswerter war.
Die Eisenbahn erschloss das bis dahin abseits gelegene Pirnaer Hinterland und verbesserte die Verkehrsverbindungen für etwa 3500 Menschen, die entlang der Strecke in Rottwerndorf, Neundorf, Kleincotta, Langenhennersdorf und Berggießhübel wohnten. Eines der Hauptziele des Streckenbaus wurde hingegen nicht erreicht – die Anbindung der Sandsteinbrüche im Lohmgrund. Dieses Steinbruchgebiet lag etwa 25 Höhenmeter über dem Niveau des Gottleubatales und sollte durch eine 3 km lange 600-mm-Schleppbahn angebunden werden (Kosten: 35.000 Mark). Meinungsverschiedenheiten der Steinbruchbesitzer verhinderten diesen Plan, so dass das wichtige Steinbruchgebiet vorerst keinen Eisenbahnanschluss erhielt. Die wirtschaftlich notwendige Anbindung erfolgte erst mit dem Bau der Bahnstrecke Pirna–Großcotta 1894.

### Betrieb bis 1905
Wie bei schmalspurig ausgeführten Sekundärbahnen war für die Gottleubatalbahn ein Bahnverwalter verantwortlich. Er unterstand der Generaldirektion der Königlich Sächsischen Staatseisenbahnen in Dresden und war vor Ort nahezu allein für den Betrieb der Strecke (Fahrzeugeinsatz, kleinere Bauarbeiten etc.) zuständig. Die Konzeption als Sekundärbahn ließ für die Strecke einen äußerst wirtschaftlichen Betrieb zu. Bereits 1884 war die Gottleubatalbahn die profitabelste Strecke der Königlich Sächsischen Staatseisenbahnen. Einnahmen in Höhe von 138.660 Mark, darunter 81.366 Mark aus dem Güterverkehr, standen Ausgaben von nur 45.515 Mark gegenüber. Mit dem erzielten Überschuss konnte das Anlagekapital mit 10,13 % verzinst werden. 1900 belief sich der Überschuss auf 140.123 Mark, was das Anlagekapital mit 7,25 % verzinste. Andere sächsische Eisenbahnstrecken erreichten im Durchschnitt nur eine Verzinsung von 3,7 %. Zur Jahrhundertwende war die Gottleubatalbahn immer noch die drittrentabelste Bahnstrecke der Königlich Sächsischen Staatseisenbahnen.
Die Rentabilität basierte auf einem intensiven Güterverkehr, der insbesondere von Sandsteintransporten aus den Brüchen um Rottwerndorf und Neundorf getragen wurde und in den Anfangsjahren das Rückgrat des Bahntransportes darstellte. Der günstige Transportweg verbesserte die Absatzmöglichkeiten und brachte den Brüchen einen wirtschaftlichen Aufschwung. Hauptverladestelle für die Sandsteintransporte war die Station Rottwerndorf. Weitere Transportanteile entfielen auf verschiedene Betriebe, vorrangig sandstein-, holz-, glas-, papier- und metallverarbeitende Industrie, die sich entlang der Strecke, insbesondere im Stadtgebiet von Pirna, aber auch in Langenhennersdorf ansiedelten. Pirna erlebte ab 1885 ein industrielles Wachstum, in dessen Zuge sich die Bebauung der Stadt vor allem im Gottleubatal rasch in Richtung Süden ausweitete. Entlang der Eisenbahn entstanden bis zur Streckenverlängerung nach Gottleuba im Jahr 1905 17 Anschluss- und Zweiggleise, wovon die Mehrzahl zwischen Pirna und Pirna Ost von der Strecke abzweigte. Wegen des regen Anschlussbetriebes verkehrte ab 1890 ein Sonderzug, der ausschließlich die Anschlussgleise zwischen Pirna und Pirna-Haltestelle (ab 1894: Pirna Süd) bediente.

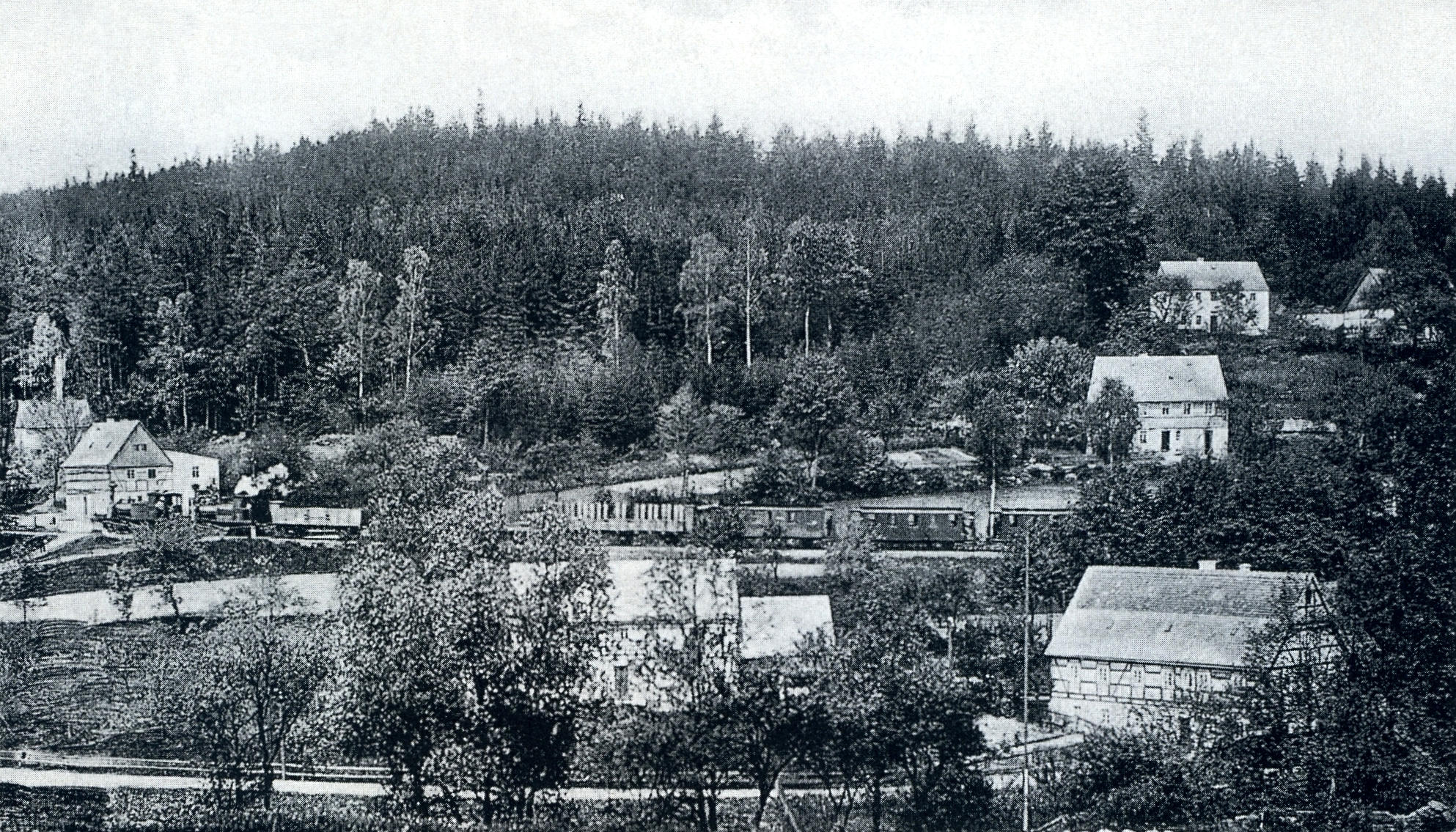
Ein typischer gemischter Zug der Gottleubatalbahn durchfährt mit zwei sächsischen VII T Zwiesel (um 1905).

Im Vergleich zur Sandsteinindustrie blieb das Frachtaufkommen des Berggießhübeler Bergbaus und des dortigen Eisenwerkes hinter den Erwartungen zurück. Die Gruben förderten seit 1880 nur 117.103 t Erz, bevor der Abbau 1892 weitgehend eingestellt wurde. Das Frachtaufkommen der Gottleubatalbahn belief sich 1884 auf 87.598 t Wagenladungs-, 2238 t Stück- und 41 t Dienstgut. 1889 wurden 100.424 t Fracht transportiert, wobei Sandstein das Hauptfrachtgut darstellte.
Obwohl die Gottleubatalbahn vorrangig für den Güterverkehr konzipiert wurde, erlangte auch die Personenbeförderung Bedeutung. In den fünfeinhalb Monaten des Eröffnungsjahres wurden 31.171 Fahrgäste befördert (187 pro Tag), 1884 waren es bereits 113.570 (311 pro Tag). Mit der Eisenbahn fand eine wachsende Zahl von Ausflüglern und Wanderern den Weg ins Gottleubatal. Ein zeitgenössischer Wanderführer vermerkte dazu: „Ehe man vor Eröffnung dieser Bahn … in das Thal gelangte, war ein weiter ermüdender Weg bis Berggießhübel zum größten Theil auf harter staubiger Strasse erforderlich … und man musste … mindestens 3 – 3 ½ Stunden auf theils sehr unwegsamen Pfaden dem Thale … aufwärts folgend marschieren, um endlich nach Berggießhübel und Gottleuba zu gelangen. Jetzt bringt uns der Bahnzug in kurzer Zeit (1 Stunde 5 Minuten) von Pirna bis … Berggießhübel.“
Auch die Zahl der ins Gottleubatal kommenden Kurgäste wuchs stetig. Zwar kurte man in Berggießhübel bereits seit Anfang des 18. Jahrhunderts, in Gottleuba begann der Aufschwung des Kurbetriebs aber erst mit dem Bau einer Badeanstalt 1880/81. Aufgrund der günstigen klimatischen Verhältnisse entsandte die Versicherungsanstalt für das Königreich Sachsen im Zusammenhang mit dem Aufbau des Systems der Sozialversicherungen in zunehmendem Maße Patienten nach Gottleuba. In den 1890er Jahren zählte Gottleuba etwa 600 Kurgäste pro Jahr. Eine dritte Gruppe von Fahrgästen waren die Pendler von und zu den Pirnaer Industriebetrieben. Ihnen kam die Eröffnung der Station Pirna Haltepunkt an der Zehistaer Straße am 15. Mai 1881 entgegen. Die Station wurde nach der Eröffnung der Bahnstrecke Pirna–Großcotta 1894 verlegt und 1910 in Pirna Süd umbenannt.
Fahrplanmäßig verkehrten ab 1880 im Sommer vier und im Winter drei Zugpaare als gemischte Züge. Die Fahrtzeit betrug im Sommerfahrplan 1881 zwischen 60 und 68 Minuten (Reisegeschwindigkeit: 13–15 km/h). Zwischen Berggießhübel und Gottleuba verkehrten abgestimmt auf die Ankunfts- und Abfahrtszeiten der Bahn Omnibusse mit wenigen Minuten Fahrzeit. In Pirna war der Fahrplan auf die Züge der Elbtalbahn abgestimmt, so dass Berggießhübel und Gottleuba von Dresden aus in reichlich zwei Stunden erreichbar waren. Wegen des zunehmenden Personenverkehrs wurde 1886 im Winter- und 1887 im Sommerfahrplan ein zusätzliches Zugpaar eingesetzt. Ab 1890 verkehrte täglich ein reiner Personenzug. Der Sommerfahrplan 1894 verzeichnete sechs Zugpaare.

### Streckenverlängerung bis Gottleuba (1905)

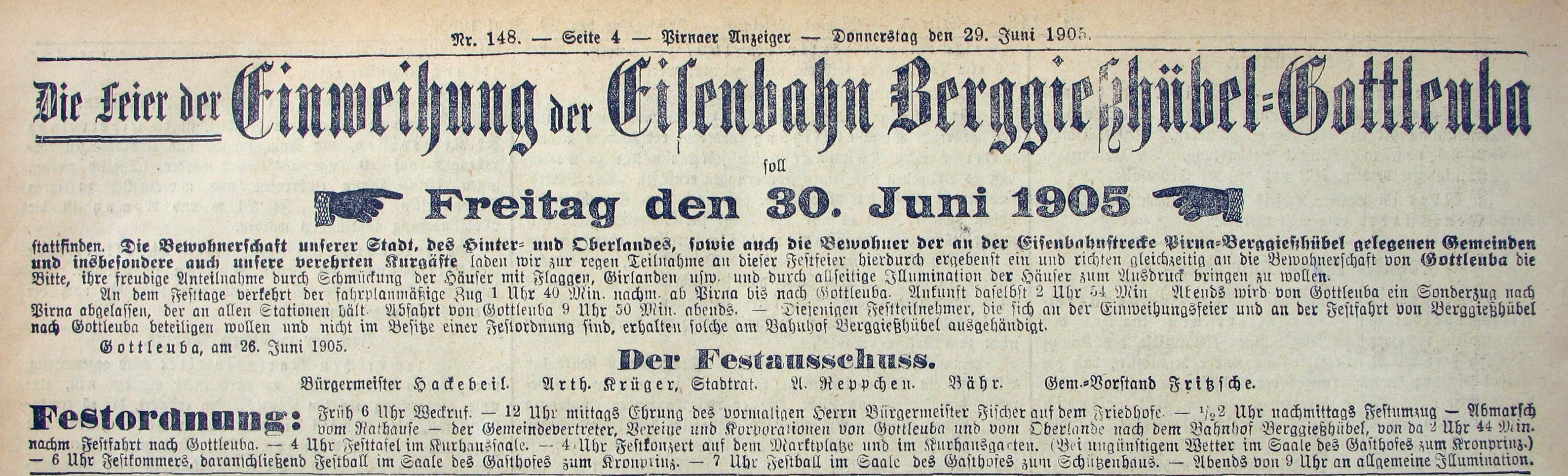
Zeitungsmeldung vom 29. Juni 1905 zur Streckenverlängerung

In Gottleuba waren die Gewerbetreibenden und Stadtoberen keinesfalls erfreut darüber, dass die Bahnstrecke nur reichlich 2,5 km vor der Stadt endete, zumal sich Gottleuba ab 1880 besser entwickelte als Berggießhübel. Während Berggießhübel durch die weitgehende Einstellung des Magnetitbergbaus 1892 einen wirtschaftlichen Rückschlag erlitt, verzeichnete Gottleuba einen, wenn auch bescheidenen, industriellen Aufschwung, der seit 1895 zu einem wachsenden Stückgut- und Wagenladungsverkehr führte. Auch das Kurwesen war im Aufschwung begriffen, 1887 wurde das Kurbad erweitert und die Stadt als Heilbad in die Liste der sächsischen Bäder aufgenommen. 1902 begann die Landesversicherungsanstalt mit der Durchführungen von Kuren für die „einfachen Leute“ (Arbeiter, Angestellte). So bemühte sich Gottleuba wiederholt um einen Bahnanschluss, für den vor dem Hintergrund einer immer noch diskutierten Eisenbahnlinie über das Osterzgebirge nach Böhmen verschiedene Trassenführungen erwogen wurden. Ein 1899 erarbeiteter Plan sah sogar den Bau eines Zentralbahnhofs nahe Vorderzinnwald (Přední Cínovec) vor, von dem aus die Weißeritztalbahn, Müglitztalbahn, Gottleubatalbahn und eine Eisenbahnstrecke durch das Seidewitztal nach Pirna angebunden werden sollten (geschätzte Gesamtbaukosten: 17 Millionen Mark).

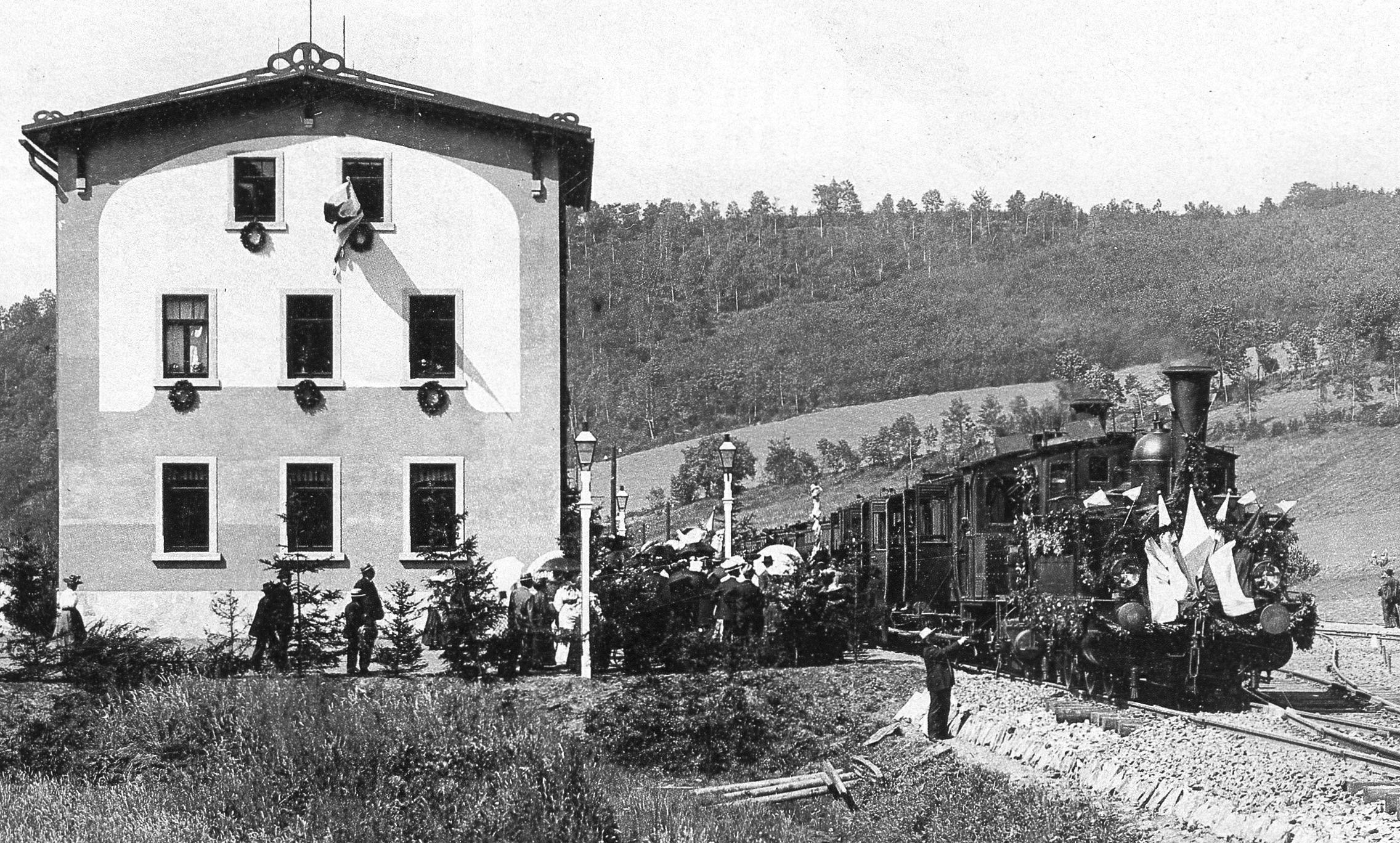
Der Eröffnungszug mit einer sä. IIIb T als Vorspannlokomotive erreicht am 30. Juni 1905 den Bahnhof Gottleuba.

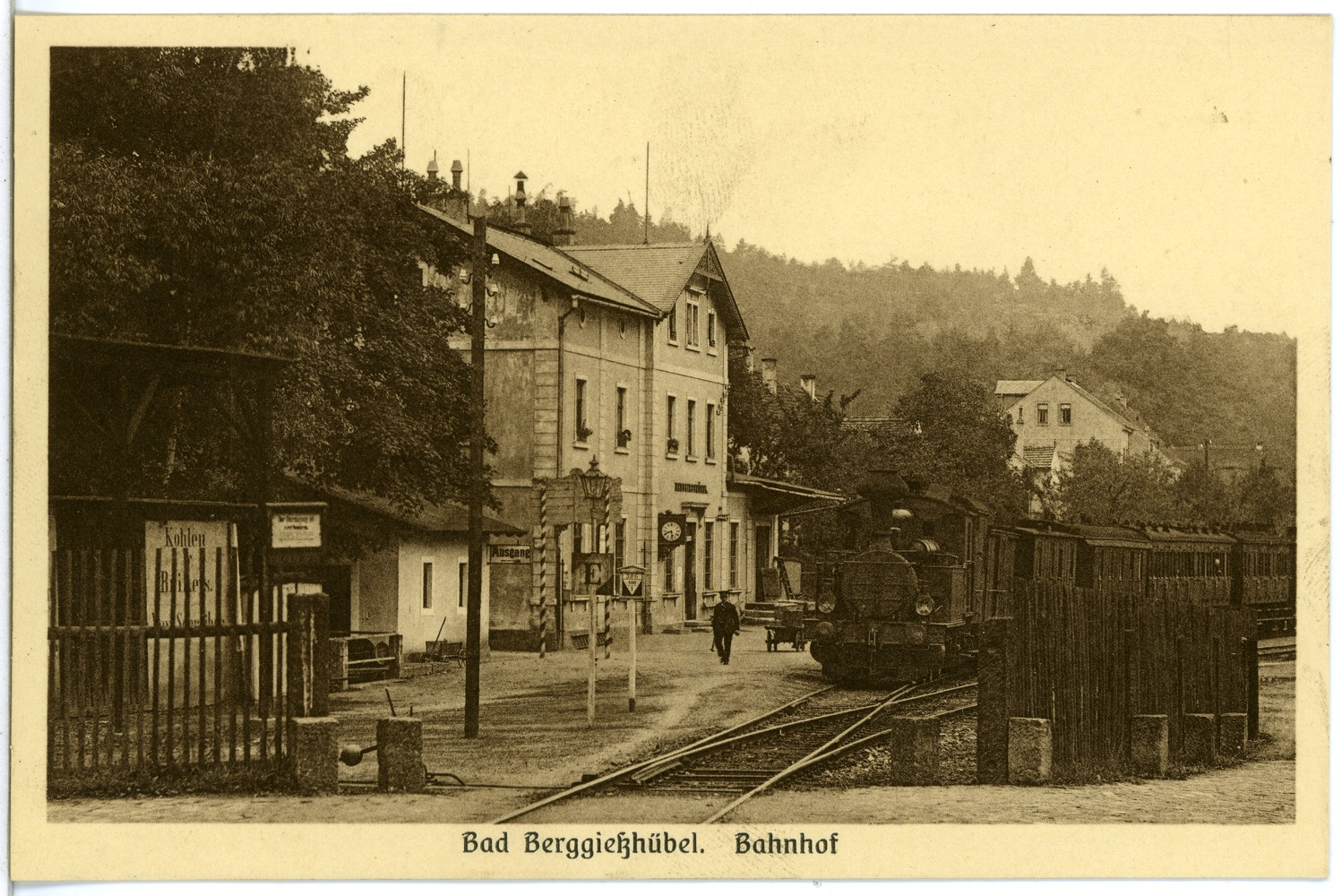
Zug im Bahnhof Berggießhübel (Aufnahme von 1915)

Aus der Diskussion ging letztlich die Streckenverlängerung durch das Gottleubatal nach Gottleuba als Vorzugsvariante hervor. Alle weiteren Pläne zur Weiterführung nach Böhmen wurden aus Rentabilitätsgründen abgelehnt. Ein Gutachten besagte zwar, dass die Verlängerung trotz der aufstrebenden wirtschaftlichen Entwicklung Gottleubas keinen Gewinn abwerfen, sondern ein Zuschussgeschäft bleiben würde. Da aber für die Gesamtstrecke positive Effekte erwartet wurden, begannen 1897 Vorarbeiten für die Verlängerung der Bahnstrecke. Berggießhübel hatte eine Weiterführung der Bahn durch das Gottleubatal abgelehnt. Man befürchtete Nachteile für das eigene Kurwesen, da das enge Gottleubatal im Stadtgebiet nur eine Trassenführung in unmittelbarer Nachbarschaft zum Johann-Georgen-Bad und zum Kurhotel „Sächsisches Haus“ zuließ. Auf den Bau eines Tunnels im Stadtgebiet wurde aus Kostengründen verzichtet.
Im Frühjahr 1900 wurde die Streckenverlängerung Berggießhübel – Gottleuba vom Sächsischen Landtag genehmigt. Am 14. Juli 1904 begannen die Bauarbeiten, die mit der Abnahmefahrt am 29. Juni 1905 endeten. Für die knapp drei Kilometer lange Verlängerung wurden drei Brücken über die Gottleuba und ein Betonviadukt im Stadtgebiet von Berggießhübel errichtet, die Baukosten beliefen sich auf 585.000 Mark. Der neue Endbahnhof in Gottleuba wurde so großzügig gestaltet, dass eine Weiterführung der Strecke nach Böhmen möglich war. Die feierliche Einweihung erfolgte am 30. Juni 1905.

### Betrieb bis zur Stilllegung
Die Streckenverlängerung führte durch die Anreise von Kurgästen und einen zunehmenden Wander- und Ausflugsverkehr zu einer Belebung des Personenverkehrs. Insgesamt und im Vergleich zu anderen Strecken wurden aber keine größeren Verkehrsleistungen erbracht. Ende der 1960er Jahre wurde die Einstellung des Bahnverkehrs im Gottleubatal beschlossen, zumal eine umfassende Erneuerung von Gleisen und Anlagen nötig gewesen wäre. Für den Baustofftransport zur Talsperre Gottleuba wurde die Strecke jedoch vorerst noch benötigt, sodass sogar die Bahnhofsanlagen in Gottleuba noch erweitert wurden.
Mehrere Entgleisungen führten letztlich zur Einstellung des Personenverkehrs am 24. August 1970. Im Güterverkehr blieb die Gesamtstrecke noch bis zum 1. April 1976 in Betrieb. Danach wurde der Anschluss Hartpappenwerk in Langenhennersdorf noch bis 1977 bedient, dann wurde der Abschnitt Pirna-Neundorf–Gottleuba abgebaut.
Der im Stadtgebiet von Pirna gelegene Abschnitt blieb als Industriebahn zunächst erhalten. Dabei erfuhr der Bahnhof Rottwerndorf im Zusammenhang mit dem Beginn der Uranerzförderung der WISMUT in Königstein/Leupoldishain eine deutliche Erweiterung. Aufgrund des Höhenunterschiedes von 150 m konnte das Königsteiner Bergwerk nicht direkt an die Elbtalbahn angebunden werden, so dass Rottwerndorf zum zentralen Material- und Erzverladebahnhof erweitert wurde. Das Erz gelangte ab 1967 über eine 4,4 km lange Seilbahn (175 Gondeln à 1 m³) vom Bergwerk zum Bahnhof. In den 1970er Jahren gingen von hier täglich sieben Erz-Ganzzüge zu je 13 Wagen nach den Aufbereitungsbetrieben in Crossen und Seelingstädt. Ab 1983 wurde der Bahnhof wegen einer Umstellung der Fördermethode für die Abfuhr der Uranerze nicht mehr benötigt, und die Seilbahn wurde abgebaut.
Nach der politischen Wende im Osten Deutschlands 1989/90 verlor die Reststrecke ihre Bedeutung, nachdem die meisten Güterkunden an der Strecke ihre Produktion eingestellt hatten. Für kurze Zeit war ein Wiederaufbau der Strecke bis Bad Gottleuba als moderne Regionalbahnverbindung im Gespräch. Die nach 1990 erfolgende Massenmotorisierung ließ allerdings einen solchen Plan unrealistisch werden. Bis Mitte der 1990er Jahre wurde der Bahnhof Pirna-Rottwerndorf noch für das Entladen von Zement-Ganzzügen genutzt. Am 1. Januar 1997 wurde der Güterverkehr eingestellt.
Am 24. Februar 1999 genehmigte das Eisenbahnbundesamt die Stilllegung des Abschnittes Pirna–Pirna-Rottwerndorf, juristisch vollzogen wurde sie am 28. Februar 1999. 2002 wurden die Gleise abgebaut.

## Streckenbeschreibung

### Betriebsstellen

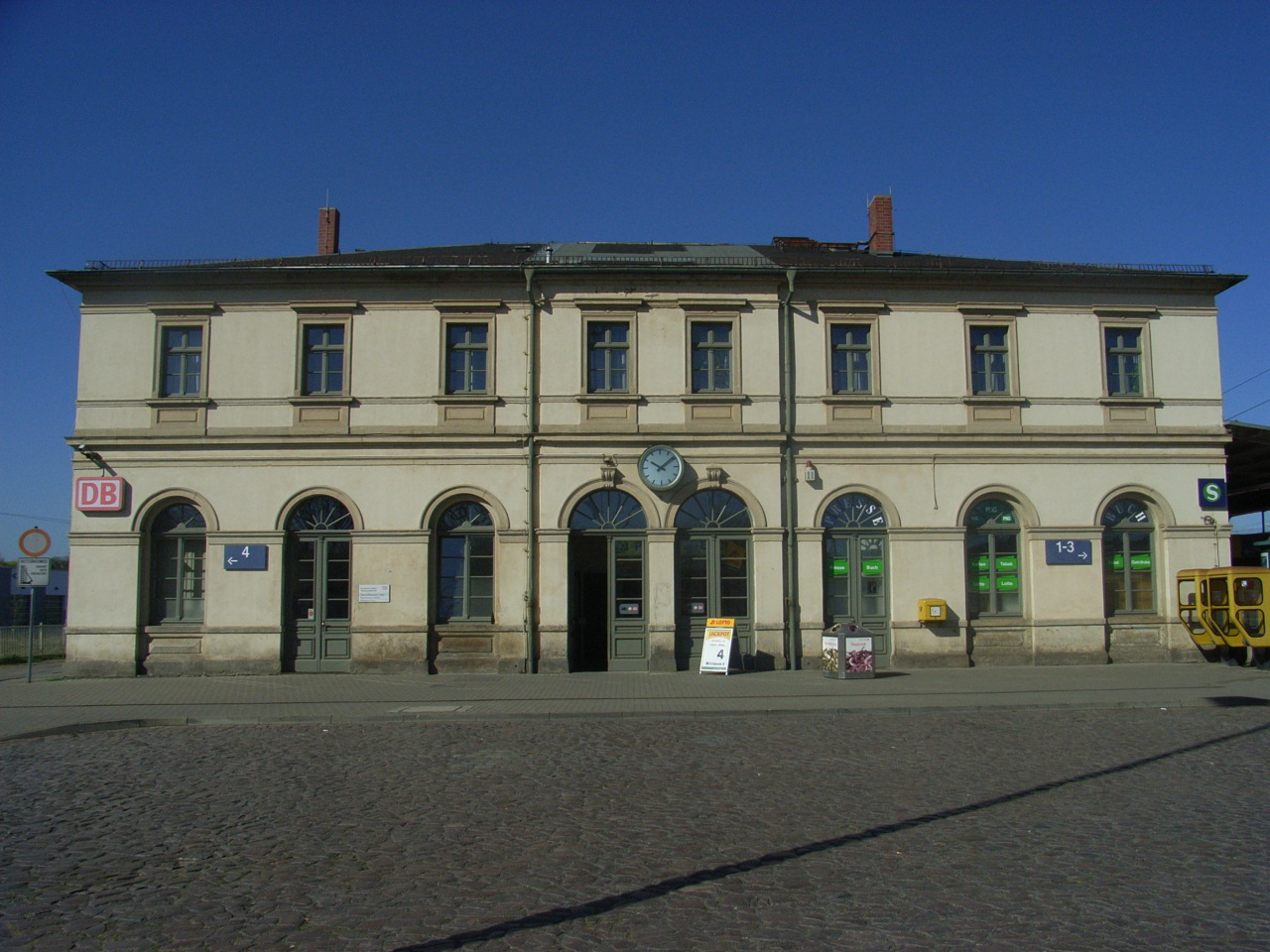
Bahnhof Pirna
In Pirna bestand bereits seit 1848 an der Elbtalbahn ein Bahnhof. Im Zusammenhang mit dem Bau der Bahnstrecke nach Arnsdorf und Kamenz wurde er 1875 an seinen jetzigen Standort verlegt. Die Gottleubatalbahn nutzte die vorhandenen Anlagen dieser Strecke. Abfahrts- und Ankunftsgleis war bis zur Betriebseinstellung das Gleis 4 auf der Südseite des Bahnhofes. Von der Elbtalbahn zweigte die Strecke ins Gottleubatal westlich der Bahnbrücke über die Gottleuba ab und vollzog zunächst einen langen Bogen, bis sie an südöstliche Richtung wieder an den Flusslauf der Gottleuba heranführte.
Haltepunkt Pirna-Solidarität
Der Haltepunkt Pirna-Solidarität wurde 1949 für den Berufsverkehr errichtet. Er entstand auf Kosten der umliegenden Fabriken und erhielt deshalb den Namen Solidarität. Er bestand zunächst nur aus dem Bahnsteig und einer Bude für den Streckenfernsprecher. In den 1960er Jahren wurde noch eine Wartehalle aus Betonfertigteilen gebaut.
Haltestelle Pirna Süd

Haltestelle Pirna-Süd (2008)

Die Haltestelle Pirna Süd wurde 1896 im Zusammenhang mit dem Bau der Strecke nach Großcotta an der Abzweigstelle eingerichtet. Das Stationsgebäude lag im Keil zwischen den Gleisen beider Strecken. Pirna Süd war noch bis 1976 zur Sicherung der Abzweigstelle mit einem Fahrdienstleiter besetzt.
Haltepunkt Pirna
Bereits bei der Projektierung der Strecke hatten sich Pirnaer Bürger für einen Haltepunkt im Süden der Stadt nahe der Kohlmühle eingesetzt. Das Gelände in dem Gebiet war allerdings seinerzeit noch unbebaut, sodass der Haltepunkt aus Rentabilitätsgründen nicht zur Ausführung kam. Die nötigen Verkehrsanlagen wurden später privat finanziert und am 15. Mai 1881 als Haltepunkt Pirna eröffnet. Mit der Einrichtung der neuen Haltestelle Pirna Süd wurde er 1894 wieder aufgelassen.
Haltepunkt Pirna Ost
Der Haltepunkt Pirna Ost (bis 1945: Pirna von Richthofenstraße) wurde 1940 durch Wehrmachtssoldaten als Zugangsstelle für die Pirnaer Südvorstadt errichtet. Er bestand nur aus einem schmalen Bahnsteig zwischen Gleis und Rottwerndorfer Straße. Der Fahrkartenverkauf fand bis 1965 in einer Blockhütte auf der gegenüberliegenden Straßenseite statt.
Bahnhof Pirna-Rottwerndorf

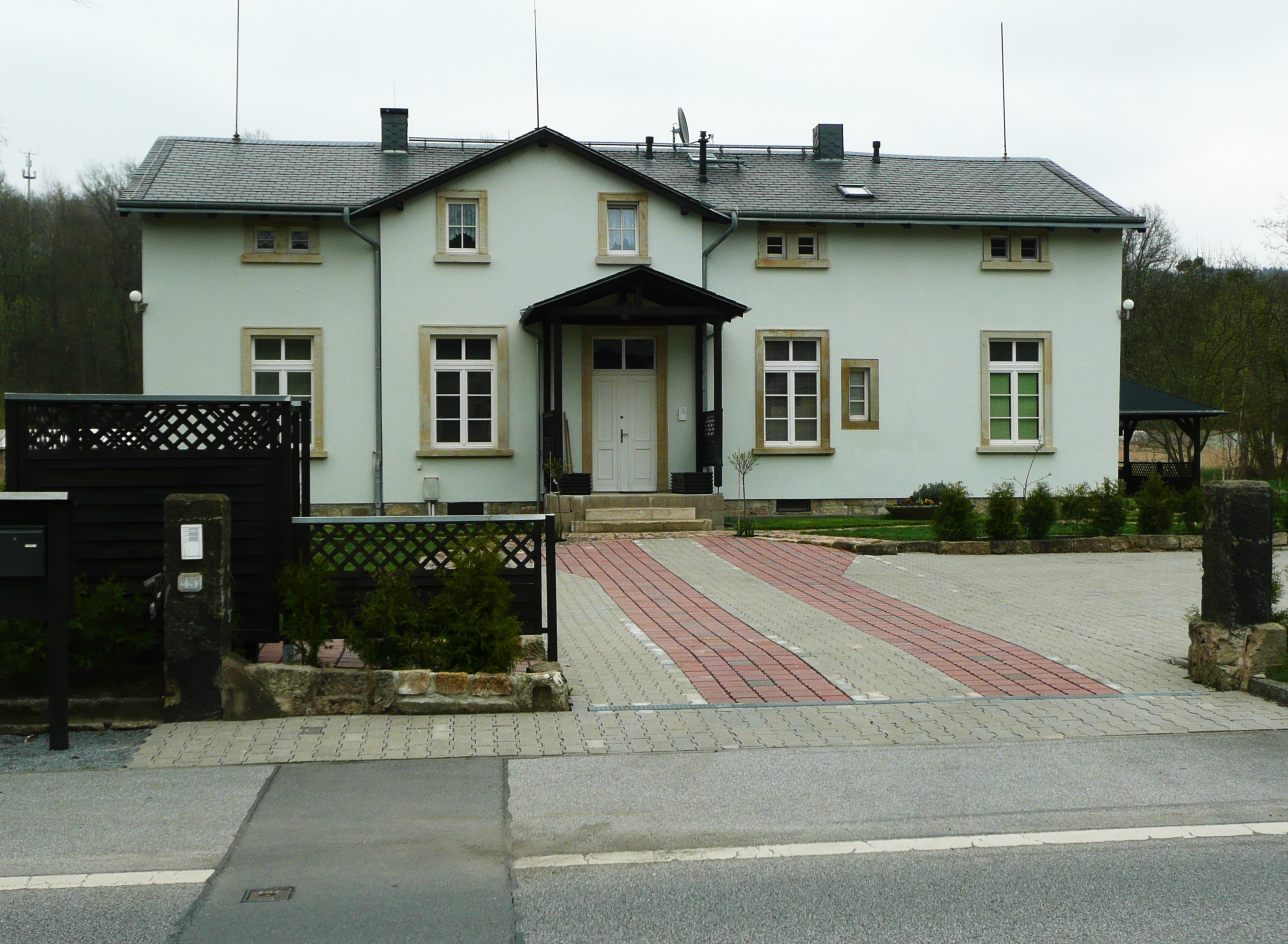
Bahnhof Pirna-Rottwerndorf (2016)

Der Bahnhof Rottwerndorf war der wichtigste Unterwegsbahnhof der Gottleubatalbahn. Hier wurden in den Anfangsjahren die im Lohmgrund gebrochenen Sandsteine verladen. Im Laufe der Jahrzehnte wurde der Bahnhof deshalb mehrfach erweitert. Ab 1967 entstand auf dem ehemaligen Haldengelände der Sandsteinindustrie eine sechsgleisige Verladeanlage für die Uranerzverladung. Nach Einstellung der Wismut-Transporte 1976 wurden die überzähligen Gleise dann zum Abstellen von Schadwagen genutzt.
Haltestelle Pirna-Neundorf
Die Haltestelle Pirna-Neundorf bestand seit der Eröffnung der Strecke. Anfangs bestand nur ein einzelnes Zweiggleis zu einem Gasthof, später wurden noch zwei weitere zu den dort bestehenden Steinsägen eingerichtet. 1917 wurde die bisherige Haltestelle zum Bahnhof erklärt. Bis zuletzt bestand noch ein Anschlussgleis zur Textilchemie Agrotex GmbH.
Haltestelle Langenhennersdorf

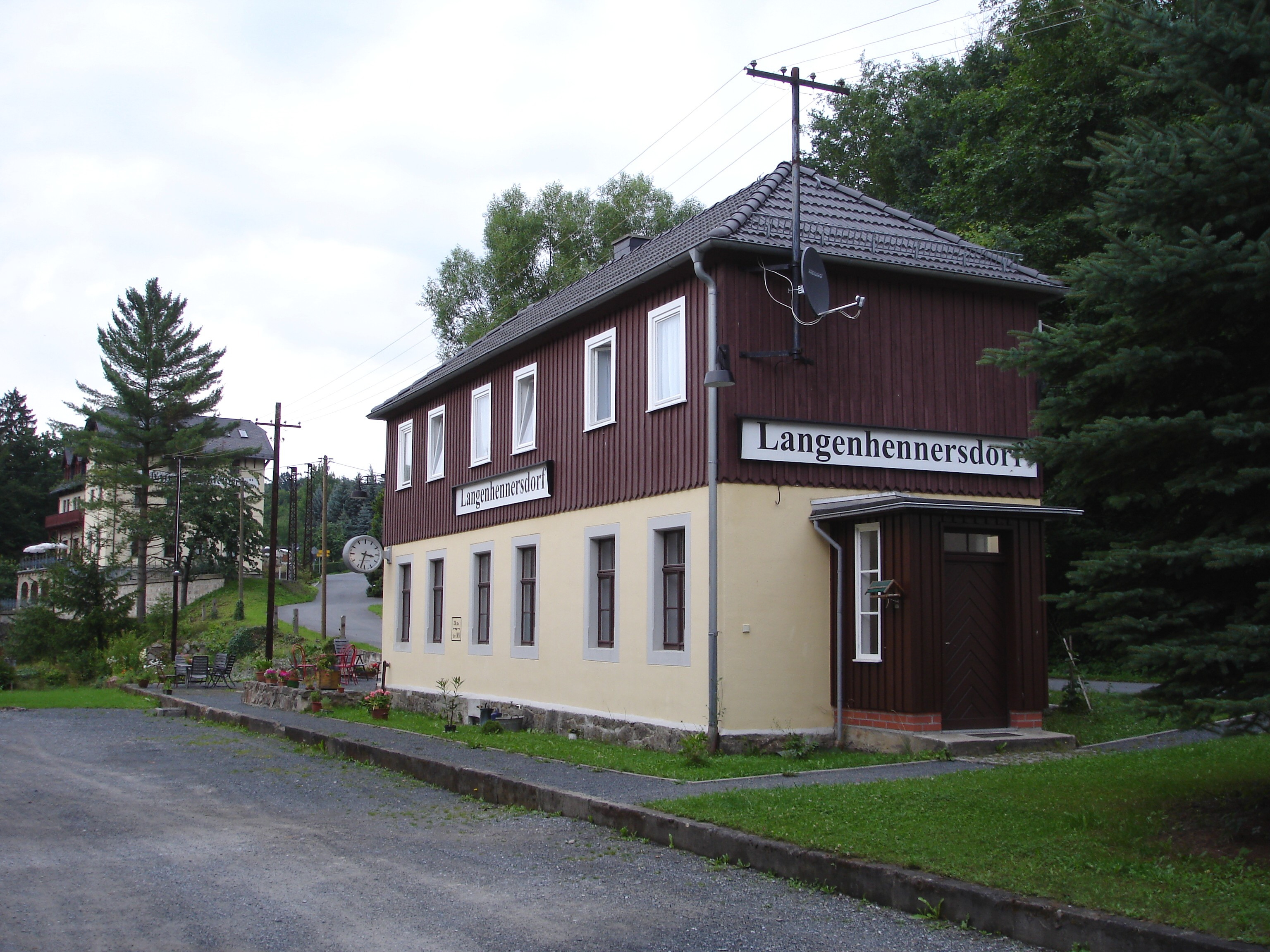
Haltepunkt Langenhennersdorf (2008)

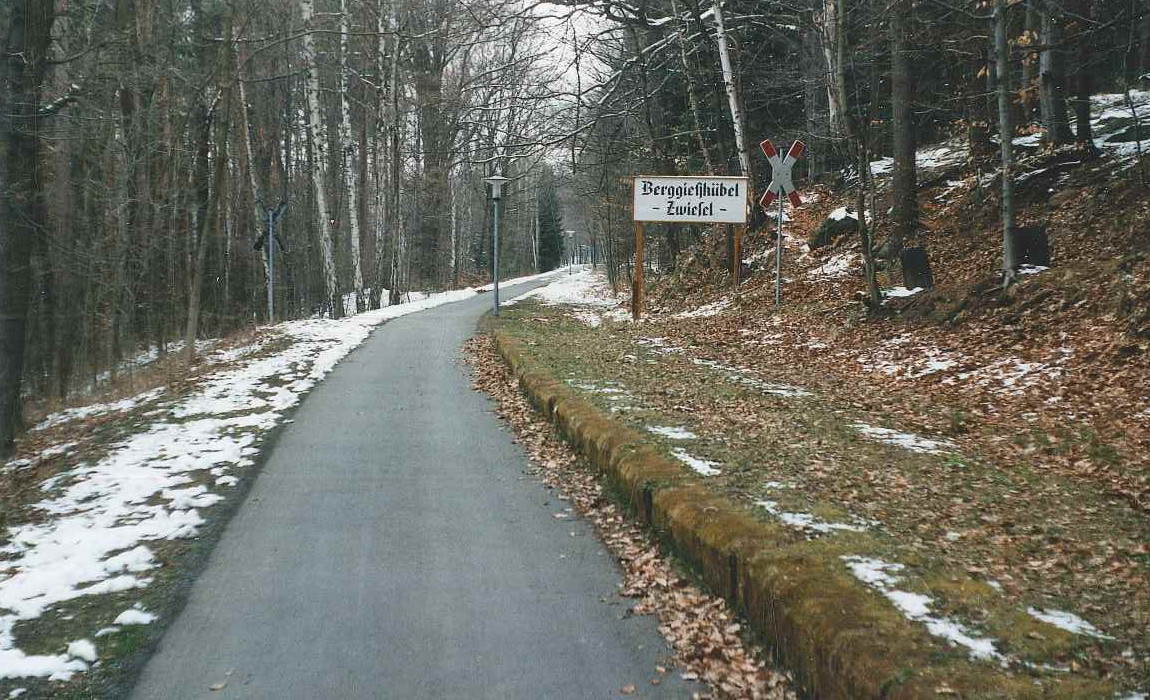
Haltepunkt Berggießhübel-Zwiesel (2003)

Die Haltestelle Langenhennersdorf bestand als Haltepunkt seit Betriebseröffnung. Das Ladegleis mit Vieh- und Holzrampe wurde 1883 erbaut. Direkt gegenüber der Haltestelle wurde in den Jahren 1885 und 1886 eine Papier- und Pappenfabrik errichtet, die 1887 ein eigenes Anschlussgleis erhielt. Ein weiteres Zweiggleis diente der Firma Schmidt & Co. Vom 1. Januar 1905 bis in die 1960er Jahre war Langenhennersdorf als Bahnhof eingestuft.
Das Empfangsgebäude ist bis heute original erhalten. Es ist seit 2004 Eigentum des Vereins Bahnhof Langenhennersdorf e. V. und dient heute als Pension und Gaststätte.
Haltepunkt Berggießhübel-Zwiesel
Die Stadt Berggießhübel hatte sich schon kurz nach Eröffnung der Strecke um einen Haltepunkt in Zwiesel bemüht, um den dortigen Bewohnern den Weg zur Bahn zu verkürzen. Wegen des erwarteten geringen Verkehrsaufkommens wurde das zunächst abgelehnt. Erst 1910 hatte ein weiteres Gesuch Erfolg und der Haltepunkt wurde am 1. Mai 1911 eröffnet. Der Fahrkartenverkauf fand bis zum Schluss in dem nahe gelegenen Gasthaus Zum Echo statt.
Bahnhof Berggießhübel

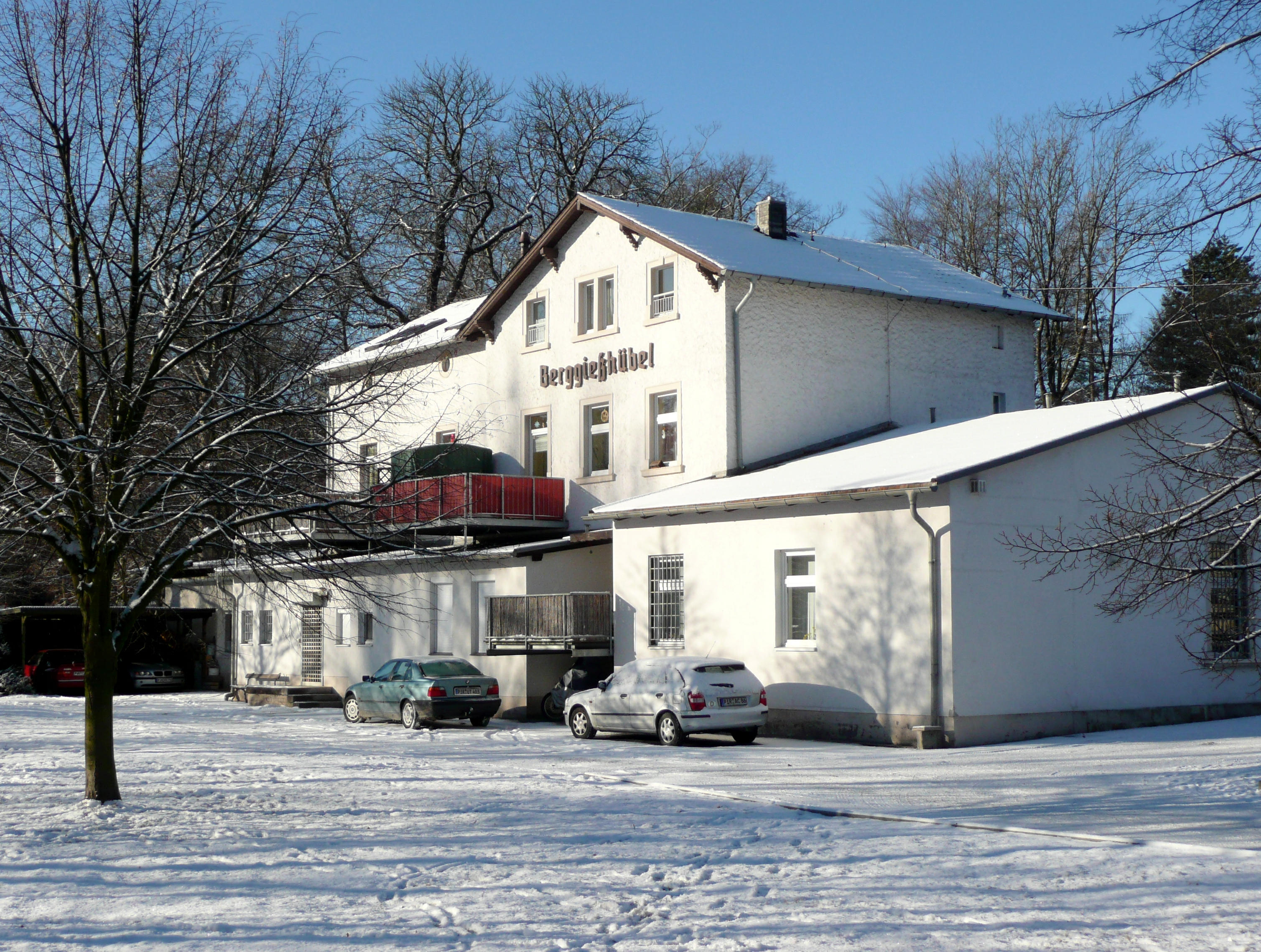
Bahnhof Berggießhübel (2009)

Der Bahnhof ging mit Eröffnung der Bahnstrecke 1880 als Endbahnhof und Sitz der Bahnverwalterei in Betrieb. Seine Baukosten beliefen sich auf knapp 27.000 Mark. Aufgrund des schnell wachsenden Verkehrsaufkommens wurde das Empfangsgebäude bereits 1887 um ein Stockwerk aufgestockt. Mit Eröffnung der Bahnstrecke Pirna–Großcotta (1894) verlegte die Staatsbahnverwaltung die Bahnverwalterei nach Pirna Süd. Der zweiständige Lokschuppen wurde 1906 mit der Streckenverlängerung zum neuen Endbahnhof Gottleuba umgesetzt. Fortan waren auf dem Bahnhof Berggießhübel nur noch vier Bahnmitarbeiter beschäftigt, in Bad Gottleuba hingegen 18.
Nach Verlagerung des Güterverkehrs auf die Straße wurden 1968 alle Nebengleise abgerissen, 1970 war der Bahnhof mit der Einstellung des Personenverkehrs seiner Funktion verlustig geworden. Das Empfangsgebäude blieb erhalten und wird heute als Wohn- und Geschäftshaus genutzt.
Haltepunkt Giesenstein
Der Haltepunkt Giesenstein wurde 1907 auf Kosten des Gutsbesitzers Arnold eingerichtet. In den Folgejahren wurde er allerdings nur in geringem Maße genutzt. Im gesamten Jahr 1921 wurden nur 1684 Fahrkarten verkauft, was durchschnittlich vier bis fünf Reisenden täglich entsprach. Am 11. Dezember 1922 wurde der Haltepunkt aufgelassen.
Bahnhof Gottleuba

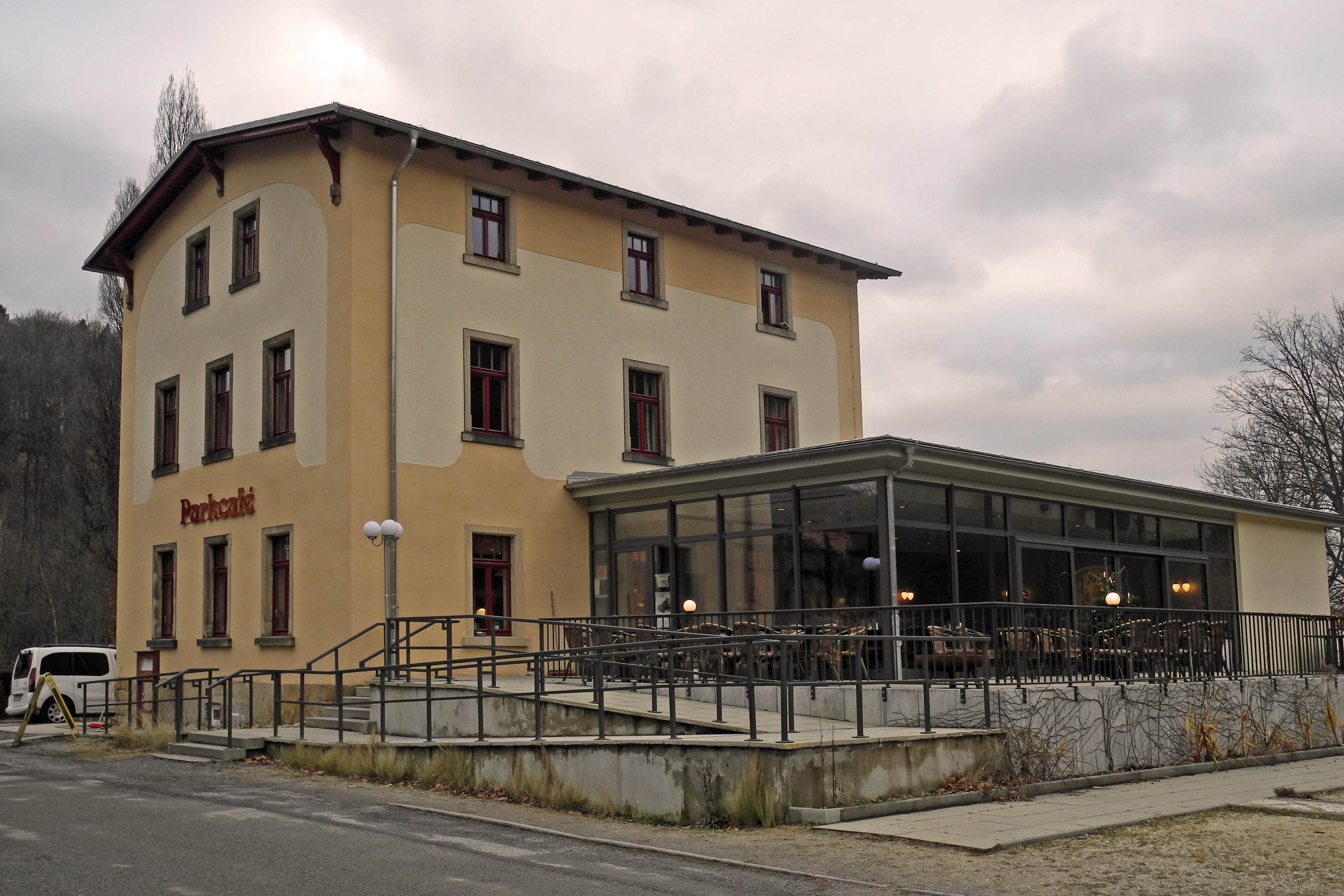
Bahnhof Bad Gottleuba (2018)

Im Bahnhof Gottleuba endete die Gottleubatalbahn. Er war so angelegt worden, dass eine etwaige Erweiterung der Strecke in Richtung Böhmen ohne bauliche Veränderung möglich gewesen wäre. Zu Beginn bestand er nur aus dem Bahnsteig-, dem Umfahr- und dem Ladegleis. Ein weiteres Gleis führte zum zweiständigen Lokomotivschuppen, der aus Berggießhübel umgesetzt worden war. Während seiner Existenz wurde der Bahnhof mehrmals erweitert, zuletzt Ende der 1960er Jahre zur Abwicklung der Baustofftransporte zur Talsperre Gottleuba. In den Jahren 1967 und 1969 wurden insgesamt 400 Meter Bahnhofsgleise und drei Weichen neu verlegt. An der Ladestraße wurde ein Bockkran aufgestellt. Heute ist ein Teil des Bahnhofsareals in eine Parkanlage einbezogen. Das Empfangsgebäude und das Wirtschaftsgebäude sind noch vorhanden. Das Empfangsgebäude wurde ab 2012 saniert und beherbergt seit April 2014 ein Cafe.

## Fahrzeugeinsatz

### Lokomotiven und Triebwagen

VII TS BERGGIESSHÜBEL (Werkfoto Hartmann, 1880)

IIIb T (Werkfoto Hartmann, 1875)

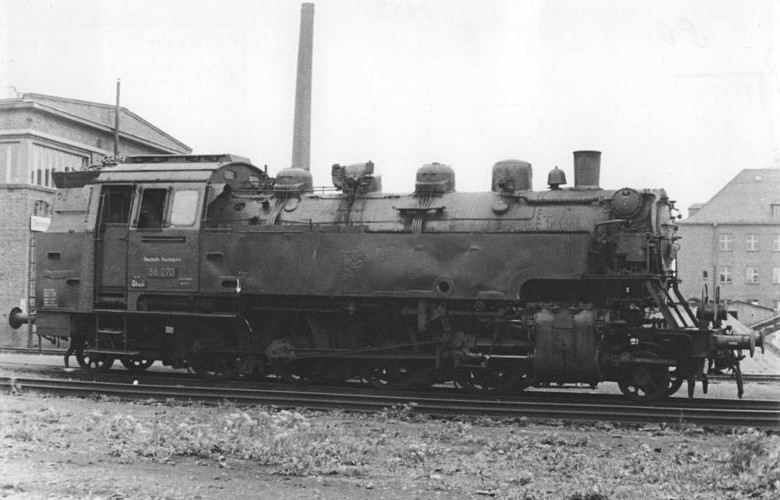
Die 86 270 im Bw Dresden-Friedrichstadt (1952)

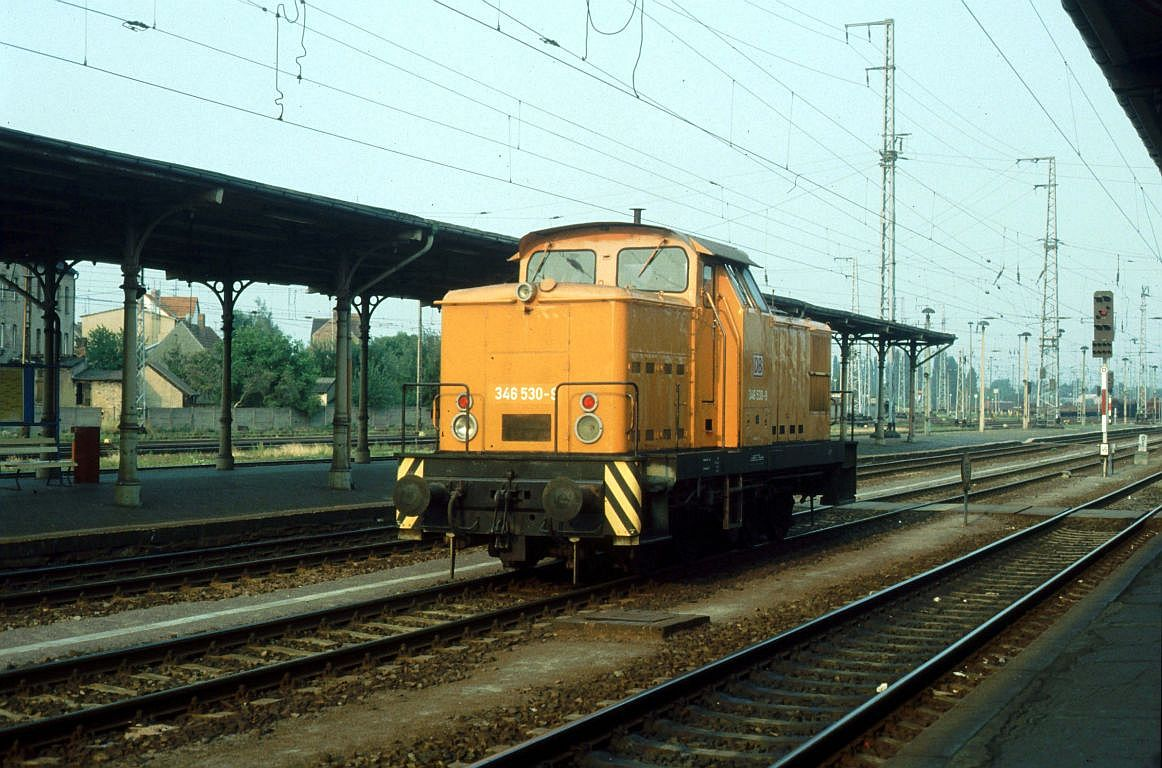
DR-Baureihe 106 (DB 346)

- sä. VII TS: Die Lokomotiven der Gattung VII TS wurden eigens für den Nebenbahnbetrieb entworfen und sind somit die sächsischen Sekundärbahnlokomotiven schlechthin. Auf der Gottleubatalbahn kamen mit der Inbetriebnahme 1880 die beiden von der Sächsischen Maschinenfabrik erstgebauten Lokomotiven der Serie überhaupt zum Einsatz. Sie erhielten nach Orten an der Gottleubatalbahn die Namen BERGGIESSHÜBEL und ROTTWERNDORF und waren bis 1891 bzw. 1888 im Gottleubatal im Einsatz.[41]
- sä. VII T: Lokomotiven der leicht stärkeren Gattung VII T lösten ab 1888 die beiden Lokomotiven der Gattung VII TS ab. Von der Gattung VII T waren Ende des 19. Jahrhunderts wenigstens 15 verschiedene Lokomotiven auf der Gottleubatalbahn im Einsatz.
- sä. IIIb T: Die IIIb T waren ursprünglich für die Chemnitz-Aue-Adorfer Eisenbahn (CAAd) und die Muldenthal-Eisenbahngesellschaft gebaut worden. Weitere Lokomotiven beschafften später auch die Königlich Sächsischen Staatseisenbahnen für ihre regelspurigen Sekundärbahnen. Auch auf der Gottleubatalbahn ist der Einsatz dieser zweifach gekuppelten Lokomotiven nachgewiesen. Alte Bilder zeigen insbesondere ehemalige CAAd-Lokomotiven, die an ihrem kugelförmig abgerundeten Dampfdom erkennbar sind.
- BR 91.3 (pr. Gattung T9.3): Mit der Gründung der Deutschen Reichsbahn 1920 wurden auch ehemals preußische Lokomotiven in Sachsen stationiert. Im Dresdner Raum lösten vor allem die T9.3 die sächsischen Lokomotiven auf den Nebenstrecken ab. Auf der Gottleubatalbahn kamen sie bis Ende der 1930er Jahre vor allen Zuggattungen zum Einsatz.[42]
- BR 86: Die Lokomotiven der Baureihe 86 wurden ab 1934 auf der Gottleubatalbahn verwendet. Allerdings wurden sie erst nach dem Zweiten Weltkrieg zur Stammlokomotive. 1963 beheimatete das Bw Pirna insgesamt 23 Lokomotiven dieser Baureihe, die auch auf den Strecken nach Arnsdorf und Neustadt (Sachs) zum Einsatz kamen.
- BR 64: Lokomotiven der Baureihe 64 kamen zwischen 1936 und 1939 vor den Personenzügen zum Einsatz. Wegen ihrer geringen Leistung wurden sie dann wieder durch die größere Baureihe 86 abgelöst.
- BR 110: Die Baureihe 110 (bis 1970 V100) löste ab 1968 die Baureihe 86 im Personen- und Güterverkehr ab. Sie bespannte auch die letzten Reisezüge und war bis in die 1980er Jahre auf der Strecke im Einsatz.[43]
- BR 106: Seit den 1960er Jahren kam die Baureihe 106 vor leichten Übergabezügen zum Einsatz. Nach Einstellung der WISMUT-Erztransporte wickelte dieser Typ den Verkehr auf der Gottleubatalbahn allein ab.[44]
- BR 171/172: Ein Triebwagen dieser Baureihe bediente im Sommerfahrplan 1970 ein werktägliches Personenzugpaar der Gottleubatalbahn. Der Einsatz beschränkte sich wegen der im selben Jahr erfolgten Einstellung des Personenverkehrs auf wenige Wochen.[45]
- BR 50, BR 52, BR 58.30: Lokomotiven dieser drei Baureihen kamen ab 1967 vor den Erztransporten der WISMUT von Rottwerndorf nach Pirna zum Einsatz.[46]
- BR 118: Die Baureihe 118 bespannte ab 1976 die Erzzüge der WISMUT, bevor diese Transporte 1983 eingestellt wurden.[47]

### Wagen

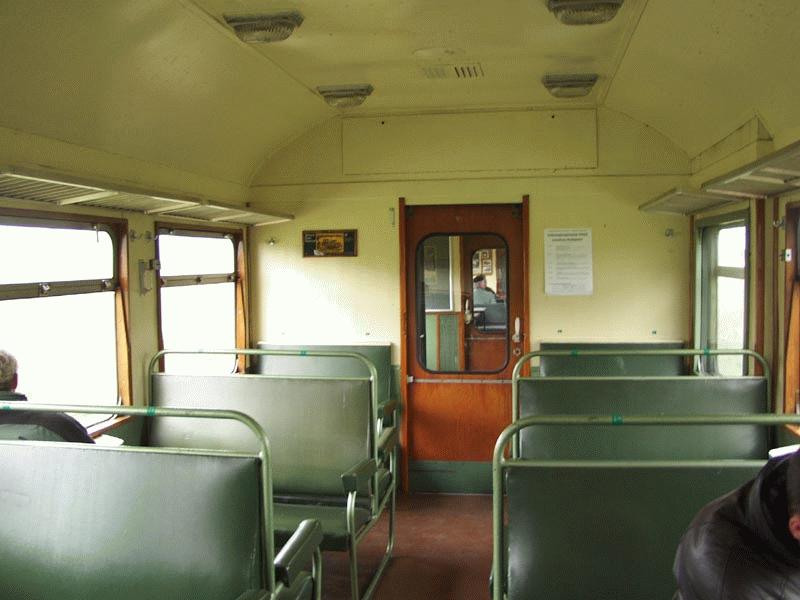
Innenansicht eines Bag-Wagens

Für den Betrieb ihrer Sekundärbahnen beschafften die Königlich Sächsischen Staatseisenbahnen ab 1879 auch entsprechende leichter gebaute Wagen. Neuartig waren sowohl die niederflurige Bauart als auch das von den amerikanischen Bahnen übernommene „Interkommunikationssystem“. Diese Wagen besaßen erstmals Großräume, die über Plattformen an den Wagenenden betreten werden konnten.
Nach dem Zweiten Weltkrieg bestanden die Züge der Gottleubatalbahn aus vierachsigen Abteil- und Großraumwagen unterschiedlicher Bauarten. Eine Zeitlang lief auf der Gottleubatalbahn auch ein von den Reichseisenbahnen in Elsaß-Lothringen stammender vierachsiger Großraumwagen der Gattung C4i. Erst im letzten Jahr des Personenverkehrs 1970 wurden auch die zwei- und dreiachsigen Reko-Wagen der Bauarten Bag und Baag eingesetzt.

## Störungen im Betriebsgeschehen

### Unfälle
Die Gottleubatalbahn blieb während ihrer Betriebszeit frei von größeren Eisenbahnunglücken. Allerdings ereigneten sich an den zahlreichen niveaugleichen Wege- und Straßenkreuzungen immer wieder Unfälle. Unfallschwerpunkte waren die Bahnübergänge an der Dresdner Straße (heute Bundesstraße 172), Dippoldiswalder Straße und Zehistaer Straße (heute Staatsstraße 174) in Pirna sowie, nach der Streckenverlängerung, die Kreuzungen mit der Hellendorfer Straße und der Kirchbergstraße in Berggießhübel. Am Kirchberg ereignete sich 1925 ein tödlicher Unfall. Wegen des regen Kreuzungsverkehrs sollte die Trasse zwischen Pirna und der Zehistaer Straße zur Beseitigung der niveaugleichen Bahnübergänge auf einer Länge von etwa zwei Kilometern hochgelegt werden. Der Erste Weltkrieg verhinderte die Umsetzung des Planes. Der steigende Kraftfahrzeugverkehr der kommenden Jahrzehnte führte zur Sicherung der wichtigsten Bahnübergänge mit Warnlichtern und Schrankenanlagen.

### Hochwasser

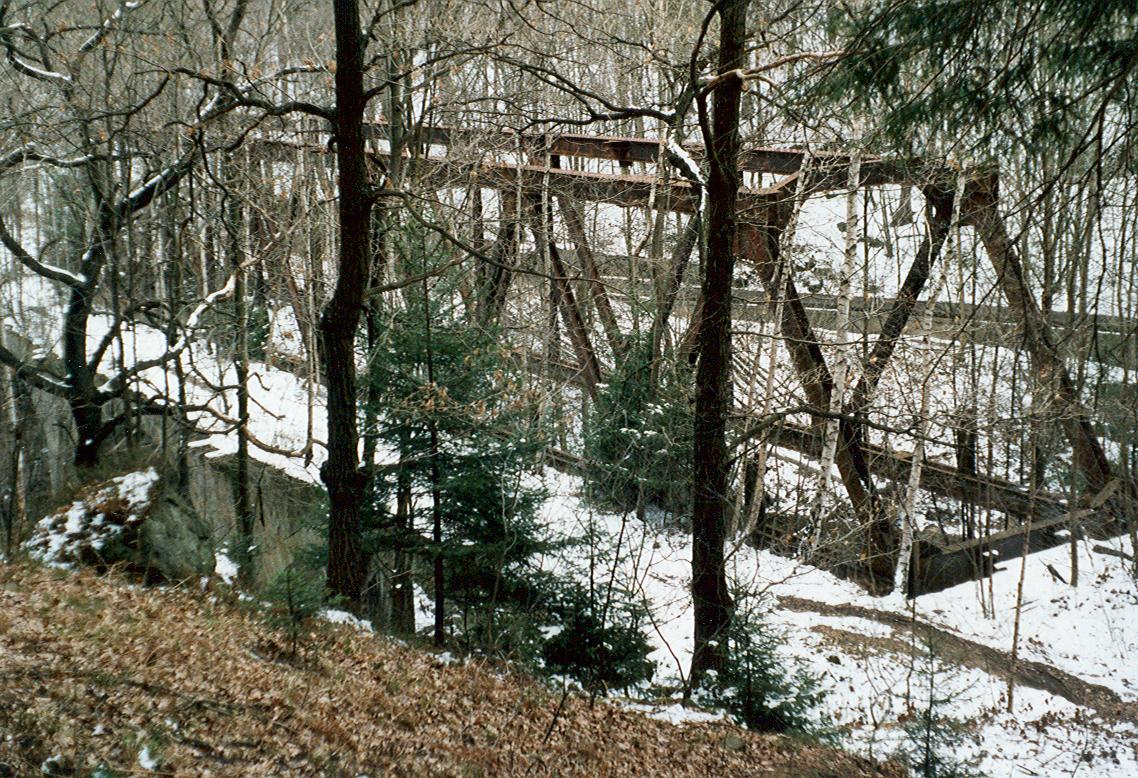
Die alte Brücke der oberen Bahnhofsausfahrt in Langenhennersdorf wurde nach dem Hochwasser von 1927 weitestgehend belassen, und 1927/1928 durch eine parallel gebaute stählerne ersetzt.

Das im Bereich des Sattelberges (Špičák) gelegene waldarme Quellgebiet der Gottleuba zählt zu den potenziellen Hochwasserentstehungsgebieten in Sachsen. Hier haben sich Aufzeichnungen zufolge in den letzten 500 Jahren über 50 schwere Hochwasser ereignet. Im Laufe ihrer Betriebszeit wurde auch die Gottleubatalbahn wiederholt von Überschwemmungen heimgesucht, wobei insbesondere die Fluten 1897, 1927 und 1957 schwere Schäden verursachten und den Bahnbetrieb teilweise mehrere Wochen zum Stillstand brachten.
- 1897: Tagelange Regenfälle und ein Wolkenbruch auf dem Erzgebirgskamm führten am 29./30. Juli 1897 zu einem schweren Hochwasser im Osterzgebirge. Die Wassermassen der Gottleuba beschädigten die Bahnstrecke und ihre Brücken an zahlreichen Stellen. Zwischen den Bahnkilometern 5,7 und 8,9 wurde die Trasse auf 750 Metern Länge total zerstört: „Über tiefen Schluchten und Löchern hingen die Schienen frei in der Luft, nach allen Richtungen hin verbogen …“.[51] Die Wassermassen waren so kräftig, dass ein mit 12,5 t Kohle beladener Eisenbahnwagen von Rottwerndorf aus über einen Kilometer weit mitgerissen wurde. In Langenhennersdorf unterspülte die Flut einen Pfeiler der Gottleubatalbrücke. Auch in Berggießhübel wurden Teile des Bahndamms zerstört. Erst am 22. August war die gesamte Strecke wieder befahrbar.[52]
- 1926: Nach einem Wolkenbruch stand die Strecke am 5. Juli in Neundorf unter Wasser, so dass nur der Abschnitt Langenhennersdorf – Bad Gottleuba befahren werden konnte. Ein durchgängiger Verkehr war bereits am nächsten Tag wieder möglich. Am 13. Juli musste der Abschnitt Pirna – Langenhennersdorf nach einem weiteren Gewitterregen erneut gesperrt und im Schienenersatzverkehr bedient werden. Drei Tage später, am 16. Juli, wurde die Strecke Pirna-Süd – Rottwerndorf erneut unter Wasser gesetzt. Größere Schäden blieben bei diesen Überschwemmungen aus.[53]
- 1927: In der Nacht vom 8. zum 9. Juli ereignete sich in den Flusstälern von Gottleuba und Müglitz eine der schwersten Hochwasserkatastrophen der jüngeren deutschen Vergangenheit. Innerhalb weniger Stunden fiel in den Quellgebieten der beiden Flüsse ein Viertel des normalen Jahresniederschlags. Die Gottleuba schwoll zu einem reißenden Strom an, der alles mit sich riss. An der Bahnbrücke oberhalb von Berggießhübel kam es zu einer Verklausung, die sich in einer etwa vier Meter hohen Flutwelle löste (Abfluss in Berggießhübel: 400 m³/s). In der Flutwelle starben allein in Berggießhübel 88 Menschen. Die Wassermassen zerstörten sieben kleinere Bahnbrücken und beschädigten und verschlammten die Bahngebäude und Nebenanlagen insbesondere in Berggießhübel und Rottwerndorf.[54] Der Oberbau der Strecke war an zahlreichen Stellen teils vollständig weggespült, in Rottwerndorf wurde die Strecke auf etwa 400 Metern Länge total zerstört.[55] Bis zum 10. September konnte die Strecke wieder vollständig in Betrieb genommen werden.[56] Die beiden größeren Brücken in Langenhennersdorf (Bahnkilometer 11,4 und 12,0) wurden 1927/28 durch Neubauten ersetzt.[57]
- 1957: Ein Regentief mit Starkregen verursachte am 22. und 23. Juli erneut schwere Überschwemmungen im Gottleubatal. Der Abendzug erreichte Bad Gottleuba auf bereits teilüberfluteten Gleisen. An zahlreichen Stellen war der Bahnkörper weggespült oder von Erdrutschen blockiert, die Gleisanlagen in Rottwerndorf und Berggießhübel waren teils einen halben Meter hoch mit Schlamm und Geröll bedeckt.[58] Insgesamt verursachte das Hochwasser 26 schwere Schadstellen, die Schäden summierten sich auf 7,4 Mill. Mark. Am 23. August konnte der durchgängige Betrieb wieder aufgenommen werden.[59]

## Die Strecke heute

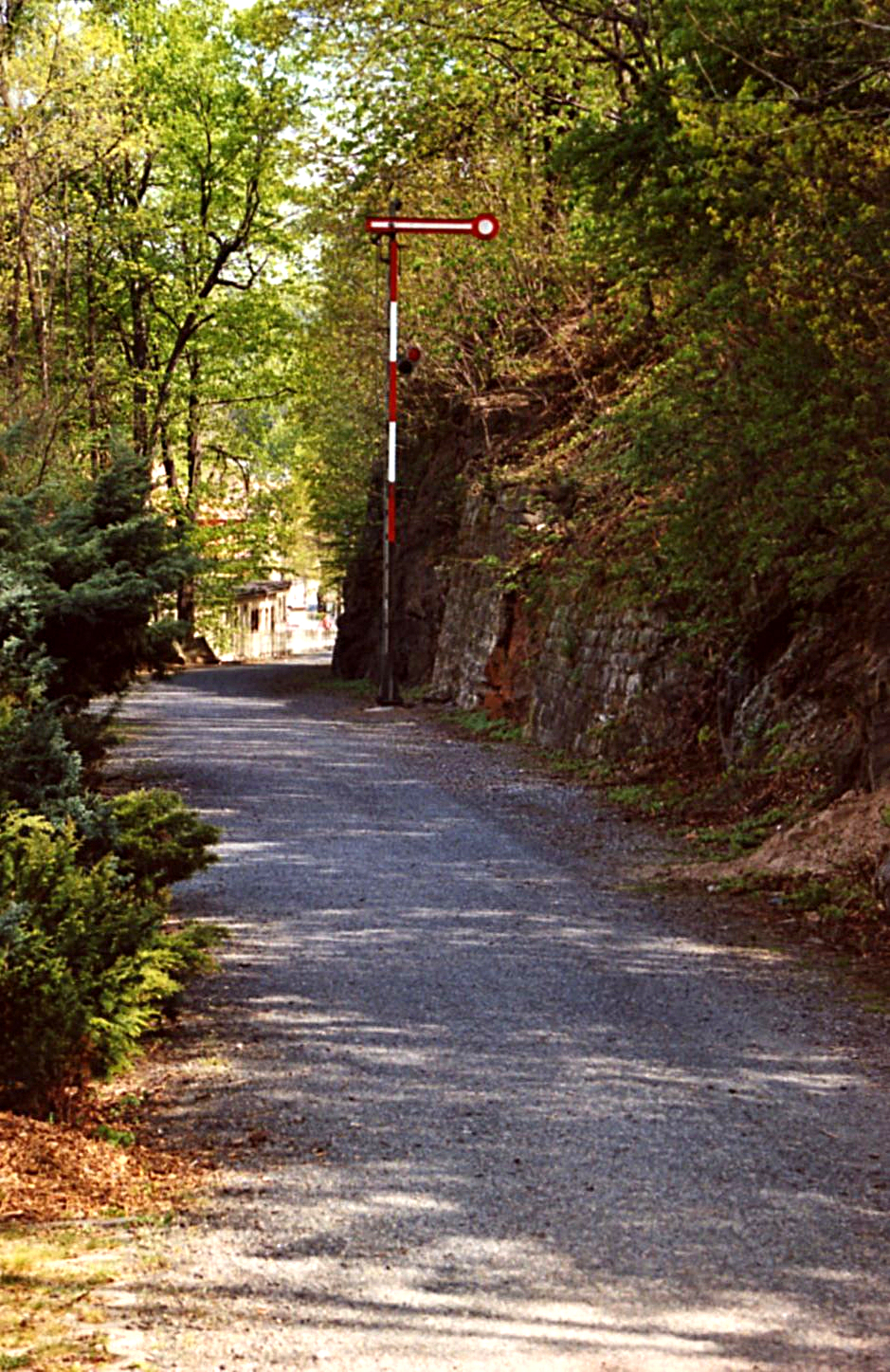
Die alte Bahntrasse in Berggießhübel (2007)

Weite Teile der alten Bahntrasse sind öffentlich zugänglich, unterliegen aber keiner geregelten Nachnutzung. Im Stadtgebiet von Pirna wird die alte Trasse zwischen der Dresdner Straße bis zum ehemaligen Haltepunkt Pirna Ost weitgehend als Trampelpfad genutzt. Nur im Bereich des Geibeltbad Pirna erfolgte auf einem etwa 500 m langen Abschnitt eine Herrichtung als asphaltierter Radweg. Der bis Neundorf überwiegend neben der Talstraße verlaufende Gleiskörper ist weitgehend von Gras überwachsen. Im Abschnitt bis Zwiesel ist die Trasse teilweise mit jungen Bäumen bestanden und zugewachsen. Ab Zwiesel wurde die Trasse bis kurz vor den ehemaligen Endbahnhof Bad Gottleuba in den 1990er Jahren als überwiegend asphaltierter Fuß- und Radweg (Terrainkurweg) hergerichtet. Zwischen Zwiesel und Berggießhübel hat der Berggießhübeler Heimatverein einen Teil der historischen Beschilderung sowie der Signale wieder aufgestellt.
In den 1990er Jahren existierten Planungen, welche in Pirna eine Nutzung der Trasse für eine innenstadtnahe Umgehung der Bundesstraße 172 vorsahen. Diese Pläne wurden zugunsten einer großräumigen Südumfahrung Pirnas aufgegeben.
Ein nach der Jahrhundertflut 2002 von der Landestalsperrenverwaltung Sachsen erarbeitetes Hochwasserschutzkonzept sah vor, im Stadtgebiet von Pirna entlang der Bahntrasse (Bahnkilometer 0,3 bis 2,9) einen Flutkanal anzulegen, der bei Hochwasser das Wasser der Seidewitz aufnimmt, um damit die Gottleuba und die Pirnaer Innenstadt zu entlasten.
Durch das Gottleubatal verläuft eine der regionalen Hauptradrouten des SachsenNetz Rad, welche die Tyssaer Wände über Pirna mit der Bastei verbindet. Für einen Ausbau des Radweges würde sich eine Nutzung der Bahntrasse zur Erhöhung der Verkehrssicherheit und wegen des steigungsarmen Verlaufs anbieten. Entsprechende Planungen, die insbesondere die Stadt Pirna verfolgte, scheiterten längere Zeit an den Grunderwerbskosten für die Strecke. 2019 wurde die ehemalige Trasse im Abschnitt zwischen der Bundesstraße 172 (Dresdner Straße) bis kurz vor der Ortslage Neundorf von der Stadt Pirna erworben. Die Planungsleistungen für den Bau eines gemeinsamen Geh- und Radweges begannen 2022. Ein erster Teilabschnitt soll 2024 zwischen der Bundesstraße 172 (Dresdner Straße) und dem Geibeltbad Pirna in Betrieb genommen werden.